# Gobierno de Fidel Castro
Durante el gobierno de Fidel Castro (1959-2008) —también conocido por sus detractores como la dictadura de Fidel Castro— Cuba experimentó importantes cambios económicos, políticos y sociales. En la Revolución cubana, Fidel Castro y un grupo asociado de revolucionarios derrocaron a la dictadura de Fulgencio Batista, obligando a Batista a abandonar el poder el 1 de enero de 1959. Castro, que ya había sido una figura importante en la sociedad cubana, ocupó el cargo de primer ministro de 1959 a 1976. También fue primer secretario del Partido Comunista de Cuba, el cargo más alto del Estado cubano, de 1961 a 2011. En 1976, Castro se convirtió en presidente del Consejo de Estado y presidente del Consejo de Ministros. Conservó el título hasta 2008, cuando la presidencia fue transferida a su hermano, Raúl Castro. Fidel Castro siguió siendo el primer secretario del Partido Comunista hasta 2011.
Durante el gobierno castrista se practico el ateísmo de Estado desde 1962 hasta 1992. Cuba alcanzó prominencia internacional bajo el gobierno de Fidel Castro, por razones que incluyen su firme creencia en el comunismo, sus críticas a otras figuras internacionales y los cambios económicos y sociales que se iniciaron. La Cuba de Castro se convirtió en un elemento clave dentro de la lucha de la Guerra Fría entre Estados Unidos y sus aliados contra la Unión Soviética y sus aliados. El deseo de Castro de tomar la ofensiva contra el capitalismo y difundir la revolución comunista finalmente llevó a que las Fuerzas Armadas Revolucionarias de Cuba realizaran numerosas intervenciones militares en África. Su objetivo era crear muchos Vietnam, razonando que las tropas estadounidenses estancadas en todo el mundo no podrían luchar eficazmente contra ninguna insurgencia. Se estima que entre 7.000 y 11.000 cubanos murieron en conflictos en África.
Castro murió por causas naturales a finales de 2016 en La Habana. Las ideas de Castro siguen siendo el fundamento principal y la forma en que funciona el gobierno cubano hasta el día de hoy.

## Antecedentes

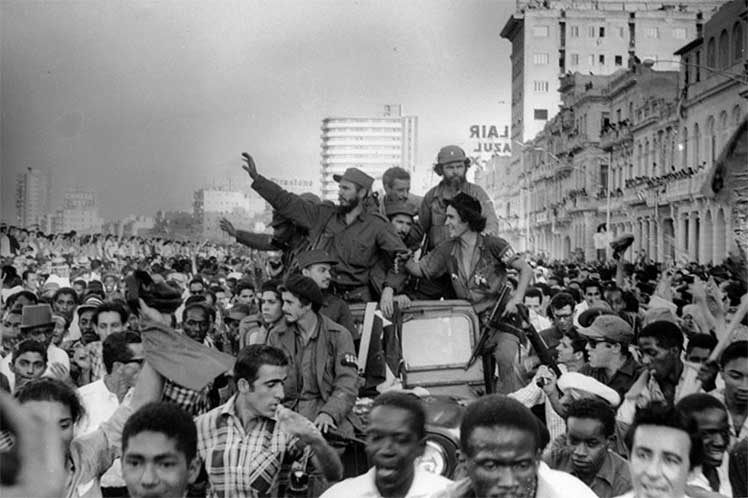
Entrada de Fidel Castro y Huber Matos en La Habana.

Tras el triunfo de la Revolución cubana los guerrilleros formaron un nuevo gobierno nombrando como presidente a Manuel Urrutia Lleó y como primer ministro a José Miró Cardona, mientras Fidel Castro permanecía como comandante en jefe de las Fuerzas Armadas. Miró Cardona terminaría renunciando a su puesto por diferencias con Fidel.

## Primer ministro (1959–1976)

### 1959

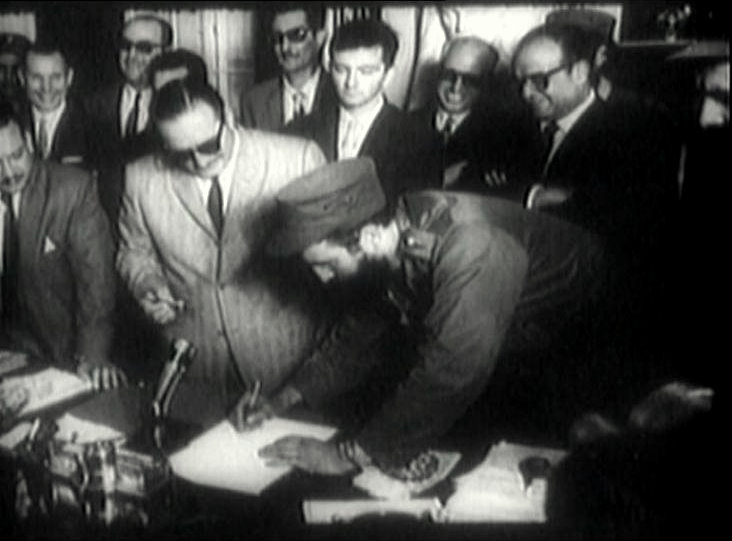
Fidel Castro firma como primer ministro de Cuba.

El 16 de febrero de 1959, Castro prestó juramento como Primer ministro de Cuba, y aceptó el cargo con la condición de que se incrementaran los poderes del primer ministro. Entre el 15 y el 26 de abril, Castro visitó Estados Unidos con una delegación de representantes, contrató una empresa de relaciones públicas para una ofensiva de seducción y se presentó como un «hombre del pueblo». El presidente estadounidense Dwight D. Eisenhower evitó reunirse con Castro; en cambio, fue recibido por el vicepresidente Richard Nixon, un hombre que a Castro le disgustó al instante. Tras viajar a Canadá, Trinidad, Brasil, Uruguay y Argentina, Castro asistió a una conferencia económica en Buenos Aires. Propuso sin éxito un Plan Marshall financiado por Estados Unidos para toda la región de América Latina.
Después de autoproclamarse presidente del Instituto Nacional de Reforma Agraria (INRA), el 17 de mayo de 1959, Castro promulgó la Primera Ley de Reforma Agraria de Cuba, limitando la propiedad de la tierra a 4 km cuadrados por propietario. Además, prohibió una mayor propiedad extranjera de tierras. Se dividieron y redistribuyeron grandes propiedades (antes en su mayoría de propiedad estadounidense); se estima que 200.000 campesinos recibieron títulos de propiedad. Sin embargo, la propiedad privada de los campesinos era en gran medida ficticia, ya que las nuevas granjas estaban en gran medida dirigidas por el Estado. Para Castro, este fue un paso importante que rompió el control de la clase terrateniente acomodada sobre la agricultura cubana.
Castro también se autoproclamó presidente de la Industria de Turismo Nacional. Introdujo medidas infructuosas para alentar a los turistas afroamericanos a visitarlo, publicitándolo como un paraíso tropical libre de discriminación racial. Se implementaron cambios en los salarios estatales; a los jueces y políticos se les redujeron sus salarios, mientras que a los funcionarios públicos de bajo nivel les aumentaron los suyos. En marzo de 1959, Castro ordenó reducir a la mitad los alquileres para quienes pagaban menos de 100 dólares al mes, y se implementaron medidas para aumentar el poder adquisitivo del pueblo cubano. La productividad disminuyó y las reservas financieras del país se agotaron en sólo dos años. En 1960 se aprobó la Ley de Reforma Urbana, que garantizaba que ningún hogar pagaría más del 10% de sus ingresos en alquiler. Los que estaban jubilados, enfermos o por debajo del umbral de pobreza pagaban menos del 10% o nada. Los propietarios privados fueron abolidos a medida que los inquilinos y subarrendatarios obtuvieron títulos de propiedad sobre sus residencias. Estos alquileres reducidos debían pagarse al Estado durante un período de 5 a 20 años, después del cual los inquilinos se convertirían en propietarios de la vivienda; se suponía que el Estado entregaría estos ingresos a los antiguos propietarios como compensación, pero no hay acuerdo sobre con qué frecuencia lo hizo. En la década de 1970 los planes para abolir los alquileres por completo fueron revertidos, pero aun así, en 1972 sólo el 8% de las familias pagaban alquiler.
El 19 de abril de 1959 ocurrió la invasión cubana a Panamá liderada por el panameño Enrique Morales y promovida por Roberto Arias, durante la cual tropas guerrilleras cubanas y panameñas invadieron Panamá con el objetivo de impulsar una revolución. La invasión fue el primer intento de exportar la revolución cubana a otros países mediante el uso de la guerra de guerrillas.

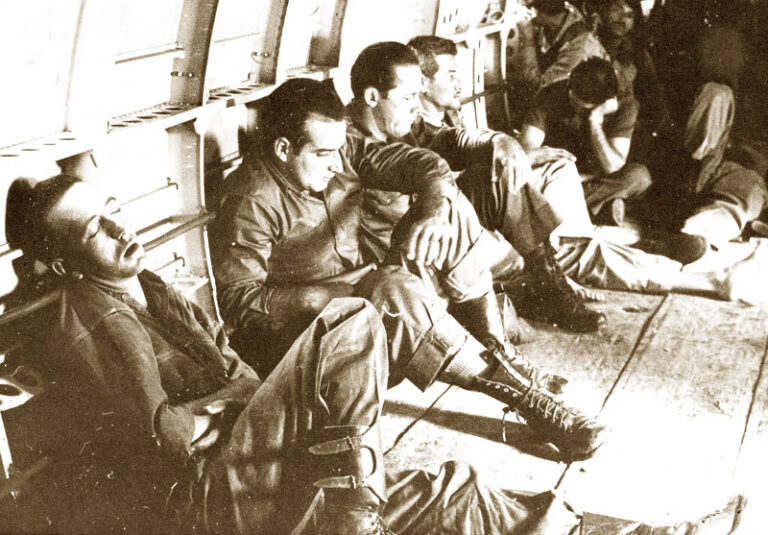
Participantes de la invasión de Trinidad en Cuba arrestados.

El 14 de junio de 1959 patrocinó un intento de invasión a República Dominicana desde Maimón y Estero Hondo en un intento de crear una guerrilla contra Rafael Leónidas Trujillo. La acción fue un rotundo fracaso y fue respondida por un intento de invasión a Cuba por Trinidad y Tobago patrocinada por Trujillo a través de la Legión Anticomunista del Caribe, que también fracasa.
Aunque inicialmente se negó a categorizar su régimen como «socialista» y negó repetidamente ser específicamente «comunista», Castro nombró defensores del marxismo-leninismo para altos cargos gubernamentales y militares. En particular, el Che Guevara se convirtió en gobernador del Banco Central y luego ministro de Industrias. Consternado, el comandante de la Fuerza Aérea Pedro Luis Díaz Lanz desertó a los EE. UU. Aunque el presidente Manuel Urrutia Lleó denunció la deserción, expresó públicamente su preocupación por la creciente influencia del marxismo. Enojado, Castro anunció su dimisión como primer ministro, culpando a Urrutia de complicar el gobierno con su «anticomunismo febril». Más de 500.000 partidarios de Castro rodearon el Palacio Presidencial exigiendo la renuncia de Urrutia, que fue debidamente recibida. El 23 de julio, Castro retomó su cargo de primer ministro y nombró al marxista Osvaldo Dorticós Torrado como nuevo presidente.

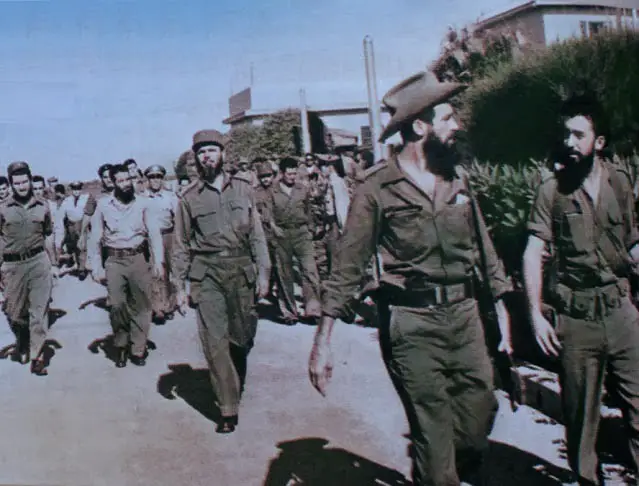
Camilo Cienfuegos al frente, detrás Huber Matos siendo trasladado al momento de su detención.

El comandante del ejército de la provincia de Camagüey, Huber Matos, denunció la creciente influencia comunista en el gobierno y envió su carta de renuncia a Fidel Castro. Por su parte Fidel le envió otra carta en respuesta recriminándole a Huber Matos sus buenas relaciones con Pedro Luis Díaz Lanz y Manuel Urrutia Lleó a quienes Fidel consideraba traidores a la revolución. Camilo Cienfuegos fue enviado a arrestar a Matos y sus más cercanos colaboradores y tras el asunto de Huber Matos el avión de Camilo desapareció sin dejar rastro; la razón de su desaparición nunca ha sido determinada.
El mismo día que Huber Matos fue arrestado, Pedro Luis Díaz Lanz, voló desde Florida y arrojó panfletos en La Habana que pedían la eliminación de todos comunistas del gobierno; debido a esto, se abrió fuego desde tierra contra el avión de Lanz, dejando varios heridos colaterales y un muerto.
| Hasta Castro, Estados Unidos tenía una influencia tan abrumadora en Cuba que el embajador estadounidense era el segundo hombre más importante, a veces incluso más importante que el presidente cubano.—Earl E. T. Smith, embajador de Estados Unidos en Cuba, en el Senado en 1960. |

Castro utilizó la radio y la televisión para desarrollar un «diálogo con el pueblo», planteando preguntas y haciendo declaraciones provocativas. Su gobierno siguió siendo popular entre los trabajadores, campesinos y estudiantes, que constituían la mayoría de la población del país, mientras que la oposición procedía principalmente de la clase media. Miles de médicos, ingenieros y otros profesionales emigraron a Florida, en Estados Unidos, provocando una fuga de cerebros económica. El gobierno de Castro tomó medidas enérgicas contra los opositores a su gobierno y arrestó a cientos de contrarrevolucionarios. El gobierno de Castro se caracterizó por el uso de la tortura psicológica, sometiendo a los prisioneros a confinamiento solitario, tratos rudos y conductas amenazantes.

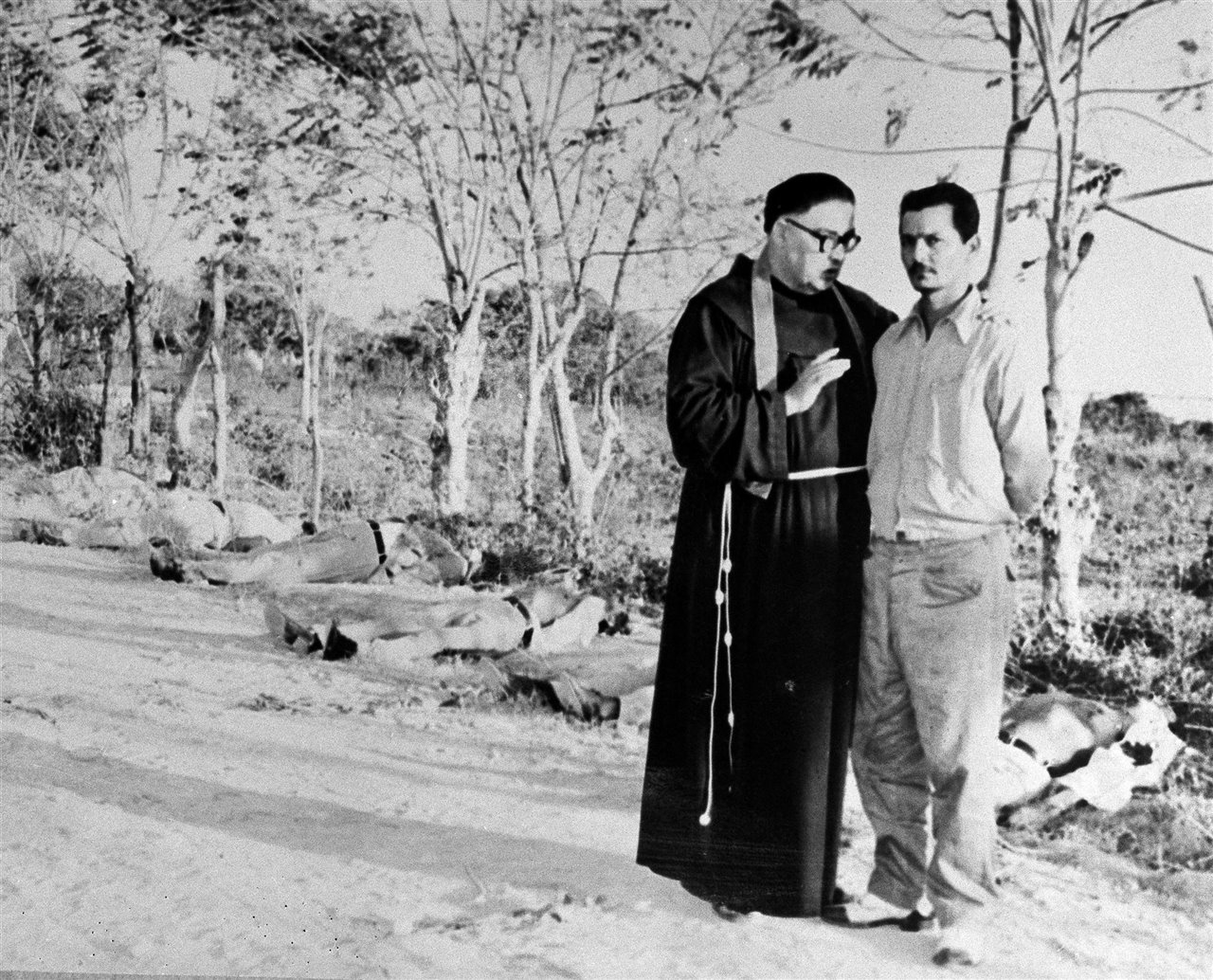
Fusilamientos en enero de 1959.

Unas de las primeras decisiones del gobierno fue la creación de tribunales revolucionarios para condenar a colaboradores del gobierno de Fulgencio Batista. Destacaron casos como la masacre de la Loma de San Juan donde más de 70 militares fueron fusilados, el juicio a Jesús Sosa Blanco, el cual llegó a ser calificado por muchos observadores como un circo y el Juicio de los aviadores en los que un grupo de miembros de la fuerza aérea fueron absueltos por falta de pruebas, pero debido a la intervención directa de Fidel Castro se realizó un segundo juicio donde todos recibieron largas penas de prisión. El fiscal del juicio original Felix Pena Díaz murió en extraña circunstancias poco después.

### 1960

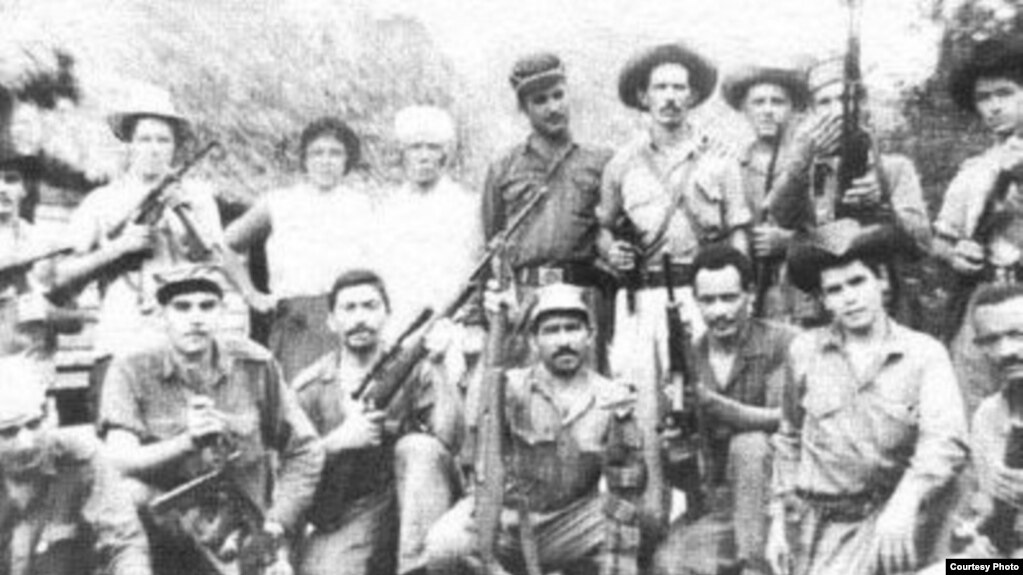
Reunión de jefes de la Rebelión del Escambray. Entre ellos Osvaldo Ramírez García, Evelio Duque,¨el Congo Pacheco, Tomás San Gil y Julio Emilio Carretero.

Grupos militantes anticastristas, financiados por los exiliados, la Agencia Central de Inteligencia (CIA) y el gobierno dominicano de Rafael Leónidas Trujillo, emprendieron ataques armados y establecieron bases guerrilleras en las regiones montañosas de Cuba. Esto llevó a la rebelión del Escambray que duró seis años e involucró a más soldados que la revolución. El gobierno ganó con superioridad numérica y ejecutó a los que se rindieron.
 

En enero de 1960, el gobierno proclamó que cada periódico estaría obligado a publicar una «aclaración» escrita por el sindicato de impresores al final de cualquier artículo crítico con el gobierno; así comenzó la censura de prensa en la Cuba de Castro.

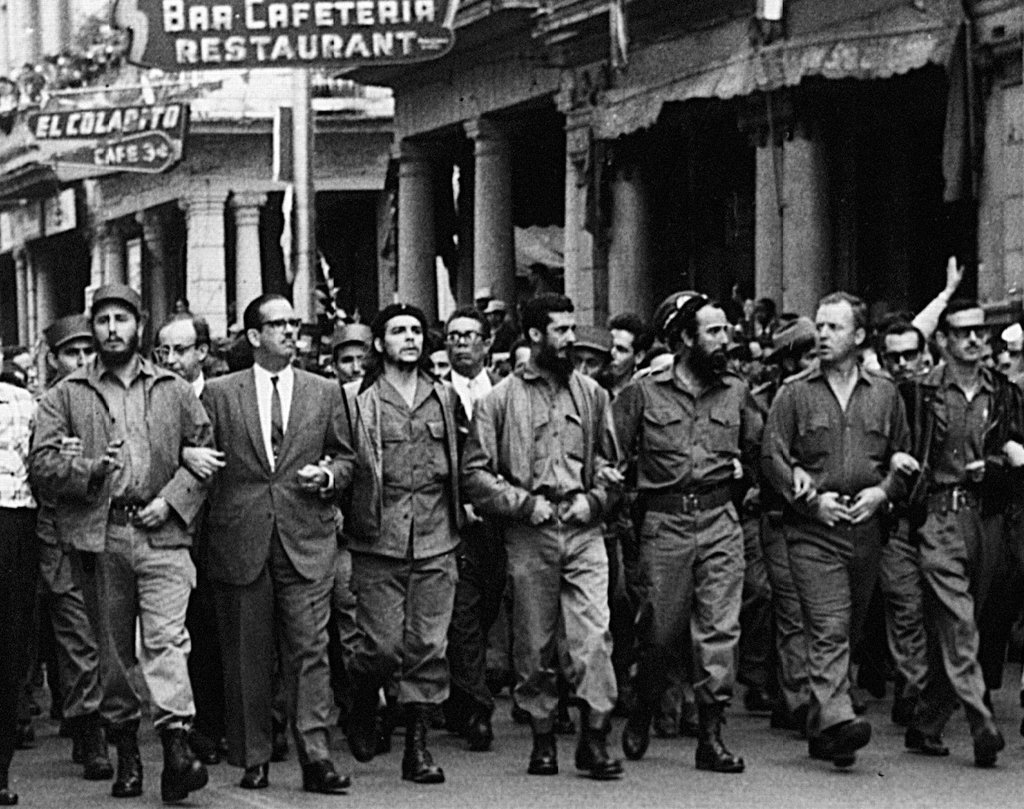
Castro (extremo izquierdo), el Che Guevara (centro) y William Alexander Morgan (segundo desde la derecha) con otros destacados revolucionarios, marchando por las calles en protesta por la explosión de La Coubre, el 5 de marzo de 1960.

En 1960, la Guerra Fría se desató entre dos superpotencias: Estados Unidos, una democracia bipartidista liberal capitalista, y la Unión Soviética (URSS), un Estado socialista marxista-leninista gobernado por el Partido Comunista. Castro compartió las opiniones ideológicas de la URSS y estableció relaciones con varios Estados marxista-leninistas. Al reunirse con el primer vice primer ministro soviético Anastas Mikoyan, Castro acordó proporcionar a la URSS azúcar, frutas, fibras y cueros, a cambio de petróleo crudo, fertilizantes, productos industriales y un bono de deuda de 100 millones. El gobierno de Cuba ordenó a las refinerías del país (entonces controladas por las corporaciones estadounidenses Shell, Esso y Standard Oil) procesar petróleo soviético, pero bajo presión del gobierno estadounidense, se negaron. Castro respondió expropiando y nacionalizando las refinerías. En represalia, Estados Unidos canceló su importación de azúcar cubano, lo que provocó que Castro nacionalizara la mayoría de los activos de propiedad estadounidense en la isla, incluidos bancos e ingenios azucareros.
Las relaciones entre Cuba y Estados Unidos se tensaron aún más tras la explosión de un buque francés, el Le Coubre, en el puerto de La Habana en marzo de 1960. El barco llevaba armas compradas en Bélgica; la causa de la explosión nunca fue determinada, pero Castro insinuó públicamente que el gobierno estadounidense era culpable de sabotaje. Terminó este discurso con «¡Patria o Muerte!», proclama que utilizó mucho en los años siguientes. Inspirado por su éxito anterior con el golpe de Estado en Guatemala de 1954, el 17 de marzo de 1960, el presidente estadounidense Eisenhower autorizó en secreto a la Agencia Central de Inteligencia (CIA) a derrocar al gobierno de Castro. Les proporcionó un presupuesto de 13 millones de dólares y les permitió aliarse con la mafia, que estaba ofendida porque el gobierno de Castro cerró sus negocios en Cuba. El 13 de octubre de 1960, Estados Unidos prohibió la mayoría de las exportaciones a Cuba, iniciando un embargo económico. En represalia, el INRA tomó el control de 383 empresas privadas el 14 de octubre, y el 25 de octubre otras 166 empresas estadounidenses que operaban en Cuba vieron sus instalaciones confiscadas y nacionalizadas. El 16 de diciembre, Estados Unidos puso fin a su cuota de importación de azúcar cubano, el principal producto de exportación del país.

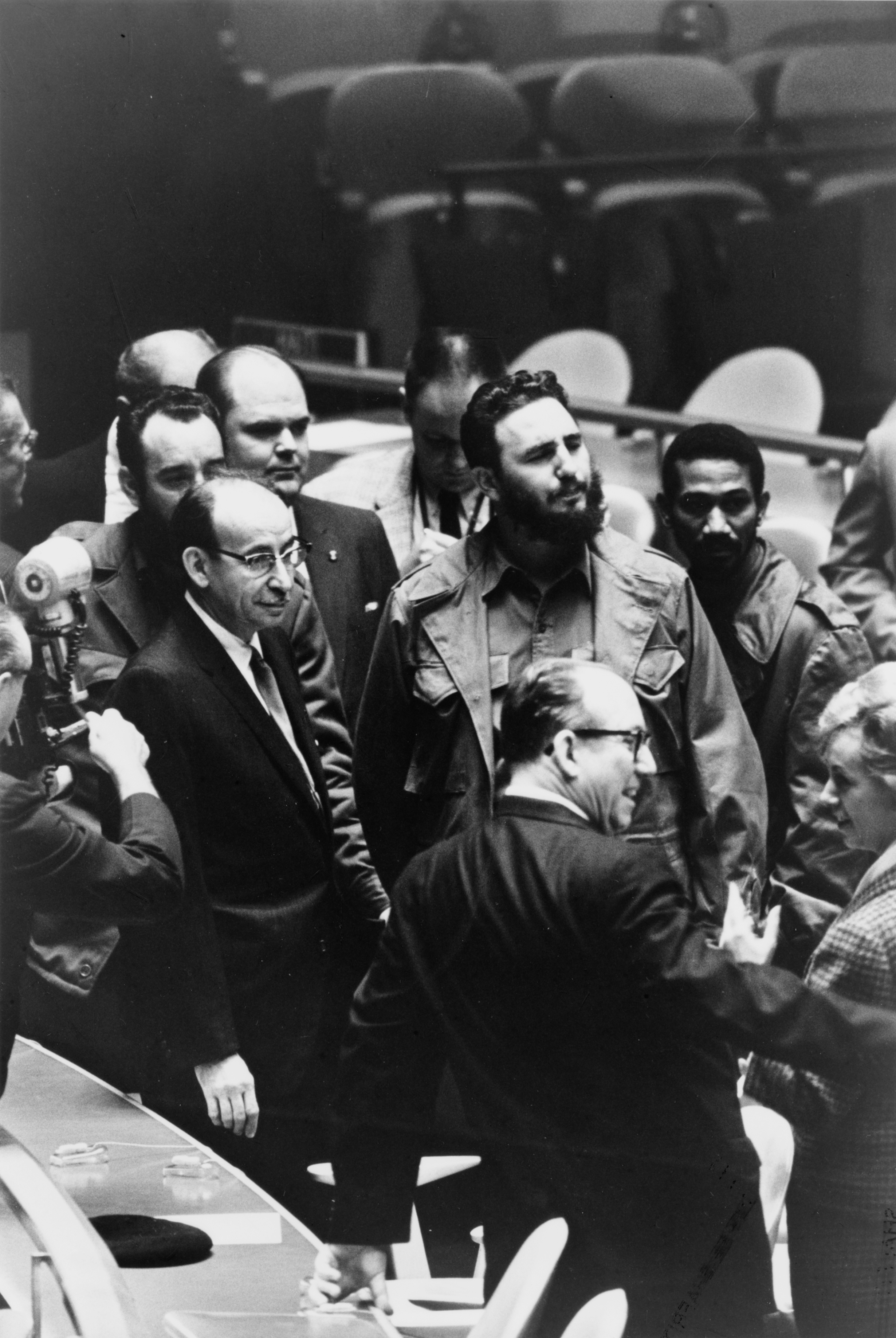
Castro en la Asamblea General de las Naciones Unidas en 1960.

En septiembre de 1960, Castro voló a la ciudad de Nueva York para asistir a la Asamblea General de las Naciones Unidas. Escandalizado por el estilo ostentoso del Hotel Shelbourne, él y su gente se alojaron en Hotel Theresa en la empobrecida zona de Harlem. Allí se reunió con periodistas y figuras antisistema como Malcolm X. También se reunió con el primer ministro soviético Nikita Jrushchov y los dos líderes resaltaron públicamente la pobreza que enfrentan los ciudadanos estadounidenses en áreas como Harlem; Castro describió a Nueva York como una «ciudad de persecución» contra los estadounidenses negros y pobres. Las relaciones entre Castro y Jrushchov eran cálidas; encabezaron los aplausos durante los discursos de los demás en la Asamblea General. Aunque Castro negó públicamente ser socialista, Jrushchov informó a su séquito que el cubano se convertiría en «un faro del socialismo en América Latina». Posteriormente, visitado por otros cuatro socialistas, el primer secretario polaco Władysław Gomułka, el presidente búlgaro Todor Zhivkov, el presidente egipcio Gamal Abdel Nasser y el primer ministro indio Jawaharlal Nehru, el Comité de Juego Limpio para Cuba organizó una recepción nocturna para Castro, a la que asistieron por Allen Ginsberg, Langston Hughes, C. Wright Mills y IF Stone.

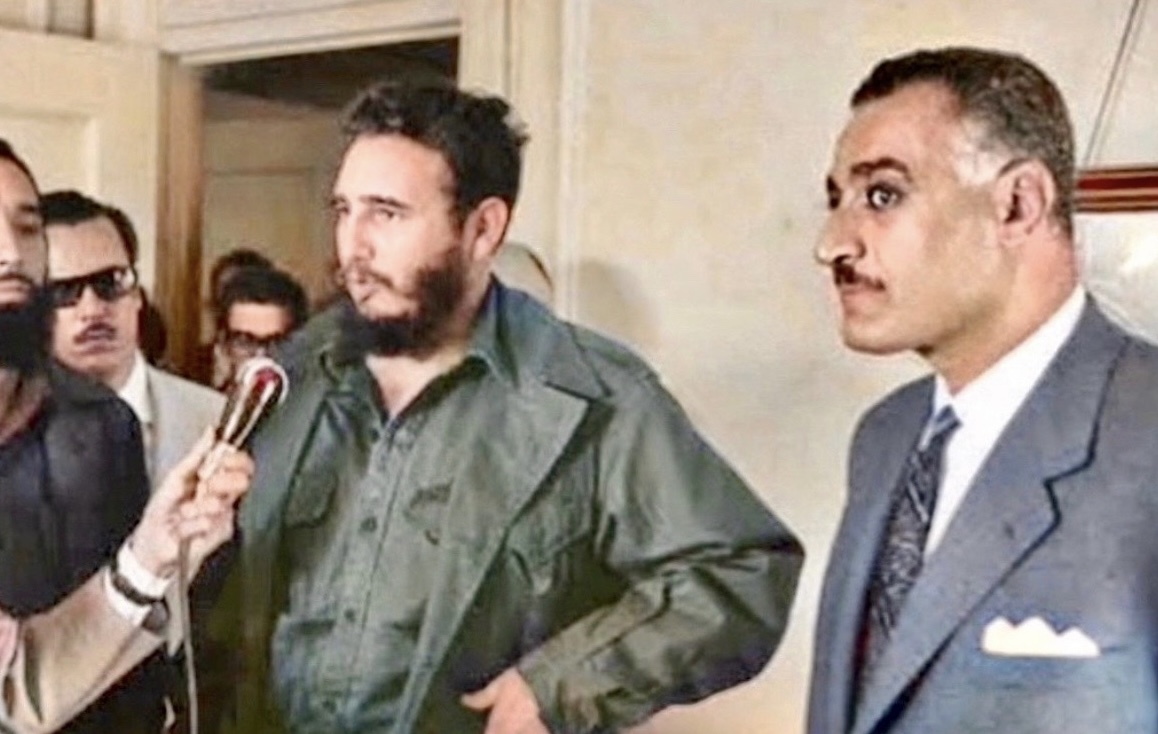
Castro dando un comunicado de prensa junto al presidente de Egipto, Gamal Abdel Nasser, antes de su reunión al margen de la Asamblea General de las Naciones Unidas en 1960.

Castro regresó a Cuba el 28 de septiembre. Temía un golpe respaldado por Estados Unidos y en 1959 gastó 120 millones de dólares en armamento soviético, francés y belga. Con la intención de construir el ejército más grande de América Latina, a principios de 1960 el gobierno había duplicado el tamaño de las fuerzas armadas cubanas. Por temor a los elementos contrarrevolucionarios en el ejército, el gobierno creó una Milicia Popular para armar a los ciudadanos favorables a la revolución y entrenó al menos a 50.000 partidarios en técnicas de combate. En septiembre de 1960, crearon los Comités de Defensa de la Revolución (CDR), una organización civil de alcance nacional que implementaba el espionaje vecinal para eliminar actividades «contrarrevolucionarias» y podía apoyar al ejército en caso de invasión. También organizaron campañas de salud y educación y fueron un conducto para las quejas del público. Con el tiempo, el 80% de la población de Cuba estaría involucrada en los CDR. A finales de 1960 inició la Operación Peter Pan, por la cual más de 14.000 niños fueron llevados de Cuba a Estados Unidos, esto debido al temor de sus padres sobre el naciente gobierno comunista en la isla.
Castro proclamó que la nueva administración era una democracia directa, en la que la población cubana podía reunirse en masa en manifestaciones y expresar su voluntad democrática. Como resultado, rechazó la necesidad de elecciones, afirmando que los sistemas democráticos representativos servían a los intereses de las élites socioeconómicas. Por el contrario, los críticos condenaron el nuevo régimen por considerarlo antidemocrático. El Secretario de Estado de los Estados Unidos, Christian Herter, anunció que Cuba estaba adoptando el modelo soviético de gobierno comunista, con un estado de partido único, control gubernamental de los sindicatos, supresión de las libertades civiles y ausencia de libertad de expresión y prensa.
El gobierno de Castro hizo hincapié en proyectos sociales para mejorar el nivel de vida de Cuba, a menudo en detrimento del desarrollo económico. Se puso mayor énfasis en la educación y durante los primeros 30 meses del gobierno de Castro se abrieron más aulas que en los 30 años anteriores. El sistema de educación primaria cubano ofrecía un programa de estudio y trabajo, con la mitad del tiempo dedicado al aula y la otra mitad a una actividad productiva. La atención médica fue nacionalizada y ampliada, y se abrieron centros de salud rurales y policlínicas urbanas en toda la isla, que ofrecían asistencia médica gratuita. Se implementó la vacunación universal contra las enfermedades infantiles y las tasas de mortalidad infantil se redujeron drásticamente. Un tercer aspecto de los programas sociales fue la construcción de infraestructura; en los primeros seis meses del gobierno de Castro, se habían construido más de 900 kilómetros de carreteras en toda la isla, se gastaron millones en planes de agua y saneamiento. Se construyeron más de 800 casas cada mes durante los primeros años de la administración como medida para reducir el número de personas sin hogar, mientras que se abrieron guarderías y guarderías para niños y otros centros para discapacitados y ancianos.
El desempleo en Cuba cayó significativamente en el transcurso de las décadas de 1960 y 1970, y a principios de 1959 se fundó un banco de seguridad social para ayudar a los desempleados. El desempleo estacional, antes endémico, fue erradicado por el exceso de personal en las nuevas granjas estatales y la migración a áreas urbanas que liberaron empleos en el campo. Muchos inmigrantes encontraron trabajo en nuevos proyectos de obras públicas, en el ejército, en sindicatos y en funciones de seguridad. El desempleo general también se redujo mediante un mayor empleo en los servicios sociales y la burocracia, el exceso de personal en la industria, la eliminación de las filas de los solicitantes de empleo de jóvenes y mayores mediante la expansión de la educación y la seguridad social, y la liberación de puestos de trabajo mediante la emigración masiva. El economista Carmelo Mesa-Lago estima que desde un máximo del 13,6% de desempleados en 1959, el desempleo cayó consistentemente a un nivel del 1,3% en 1970.

### 1961-1962
En enero de 1961, Castro ordenó a la embajada estadounidense en La Habana que redujera su personal de 300 personas, sospechando que muchos de ellos eran espías. Estados Unidos respondió poniendo fin a las relaciones diplomáticas y aumentando la financiación de la CIA para los disidentes exiliados; estos militantes comenzaron a atacar barcos que comerciaban con Cuba y bombardearon fábricas, tiendas e ingenios azucareros. Tanto Eisenhower como su sucesor John F. Kennedy apoyaron un plan de la CIA para ayudar a una milicia disidente, el Frente Revolucionario Democrático Cubano, a invadir Cuba y derrocar a Castro; el plan resultó en la Invasión de bahía de Cochinos en abril de 1961. El 13 de abril grupos rebeldes provocan el Incendio de El Encanto.
El 15 de abril, B-26 suministrados por la CIA bombardearon tres aeródromos militares cubanos; Estados Unidos anunció que los perpetradores eran pilotos desertores de la fuerza aérea cubana, pero Castro expuso estas afirmaciones como información errónea de bandera falsa. Temiendo una invasión, ordenó el arresto de entre 20.000 y 100.000 presuntos contrarrevolucionarios, proclamando públicamente que «Lo que los imperialistas no pueden perdonarnos es que hayamos hecho una revolución socialista ante sus narices». Este fue su primer anuncio de que el gobierno era socialista.

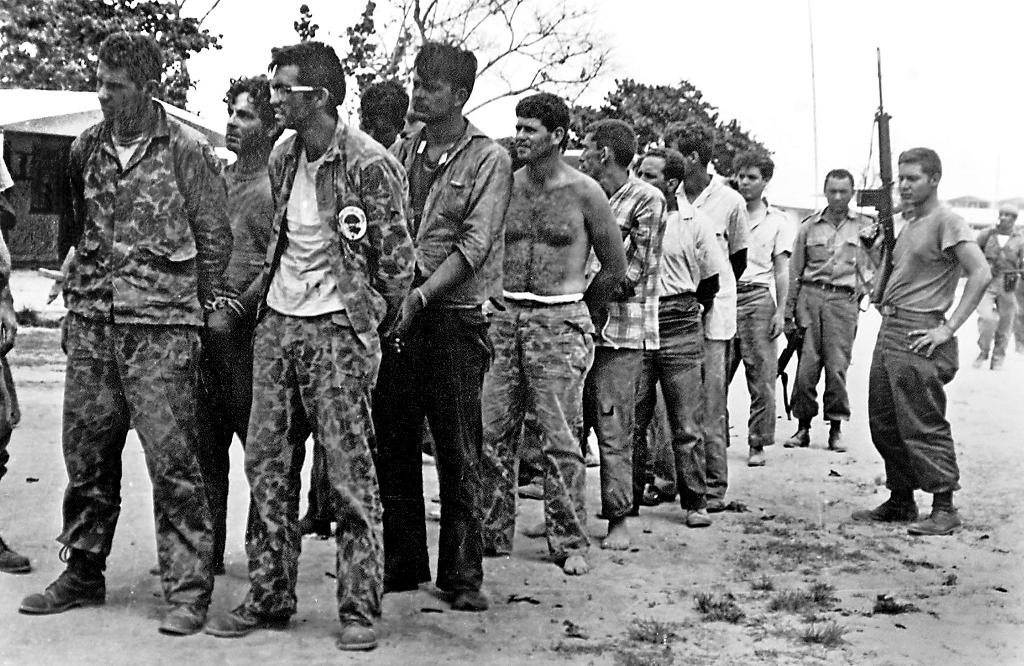
Prisioneros de la Brigada de Asalto 2506 custodiados por fidelistas cubanos.

La CIA y el Frente Revolucionario Democrático habían establecido un ejército de 1.400 efectivos, la Brigada de Asalto 2506, en Nicaragua. Por la noche, la Brigada 2506 aterrizó a lo largo de Bahía de Cochinos en Cuba y se enfrentó a un tiroteo con una milicia revolucionaria local. Castro ordenó al capitán José Ramón Fernández que lanzara la contraofensiva, antes de tomar él mismo el control. Después de bombardear los barcos del invasor y traer refuerzos, Castro obligó a la Brigada a rendirse el 20 de abril. Ordenó que los 1.189 rebeldes capturados fueran interrogados por un panel de periodistas en directo por televisión, asumiendo personalmente el interrogatorio el 25 de abril. 14 fueron juzgados por crímenes presuntamente cometidos antes de la revolución, mientras que los demás fueron devueltos a Estados Unidos a cambio de medicinas y alimentos valorados en 25 millones de dólares. La victoria de Castro fue un símbolo poderoso en toda América Latina, pero también aumentó la oposición interna, principalmente entre los cubanos de clase media que habían sido detenidos en el período previo a la invasión. Aunque la mayoría fueron liberados a los pocos días, muchos abandonaron Cuba hacia Estados Unidos y se establecieron en Florida.

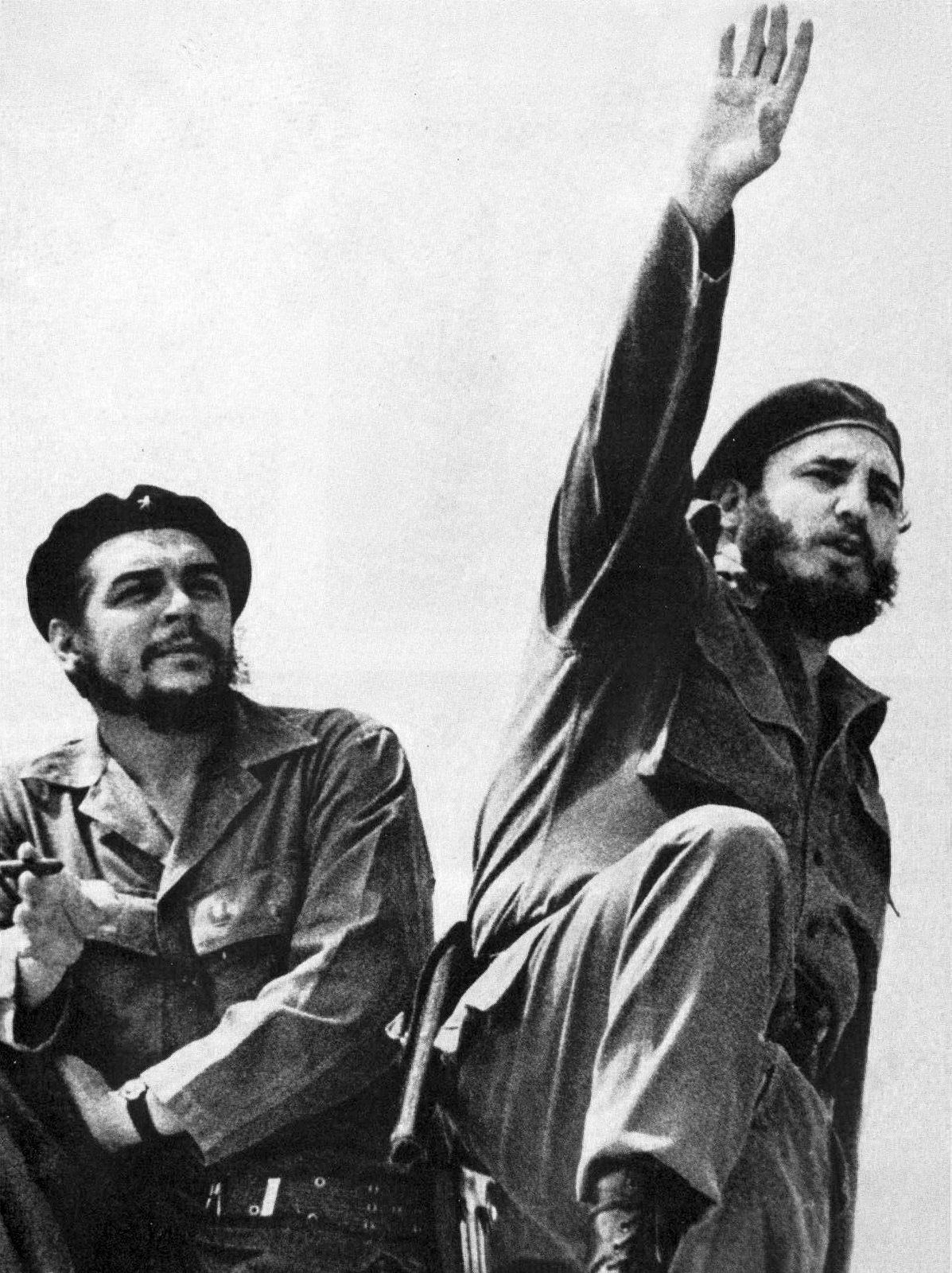
El Che Guevara (izquierda) y Castro, fotografiados por Alberto Korda en 1961.

Castro unió el MR-26-7, el Partido Socialista Popular y el Directorio Revolucionario 13 de marzo en un partido de gobierno basado en el principio leninista del centralismo democrático: las Organizaciones Revolucionarias Integradas (ORI), rebautizadas como Partido Unido de la Revolución Socialista de Cuba (PURSC) en 1962. Aunque la URSS dudaba en cuanto a la adopción del socialismo por parte de Castro, las relaciones con los soviéticos se profundizaron. Castro envió a Fidelito a una escuela en Moscú y mientras los primeros técnicos soviéticos llegaban en junio Castro recibió el Premio Lenin de la Paz. En diciembre de 1961, Castro se proclamó marxista-leninista, y en su Segunda Declaración de La Habana llamó a América Latina a levantarse en revolución. En respuesta, Estados Unidos presionó con éxito a la Organización de Estados Americanos para que expulsara a Cuba; Los soviéticos reprendieron en privado a Castro por su imprudencia, aunque recibió elogios de China. A pesar de su afinidad ideológica con China, durante la Ruptura sino-soviética, Cuba se alió con los soviéticos, quienes ofrecieron ayuda económica y militar.
La ORI comenzó a dar forma a Cuba utilizando el modelo soviético, persiguiendo a oponentes políticos y percibidos como desviados sociales como prostitutas y homosexuales; Castro consideraba esto último como un rasgo burgués. El 11 de octubre de 1961 ocurre la Noche de las tres P, una redada masiva contra prostitutas, proxenetas y «pájaros» —esta última es la denominación dada en Cuba a las personas homosexuales.

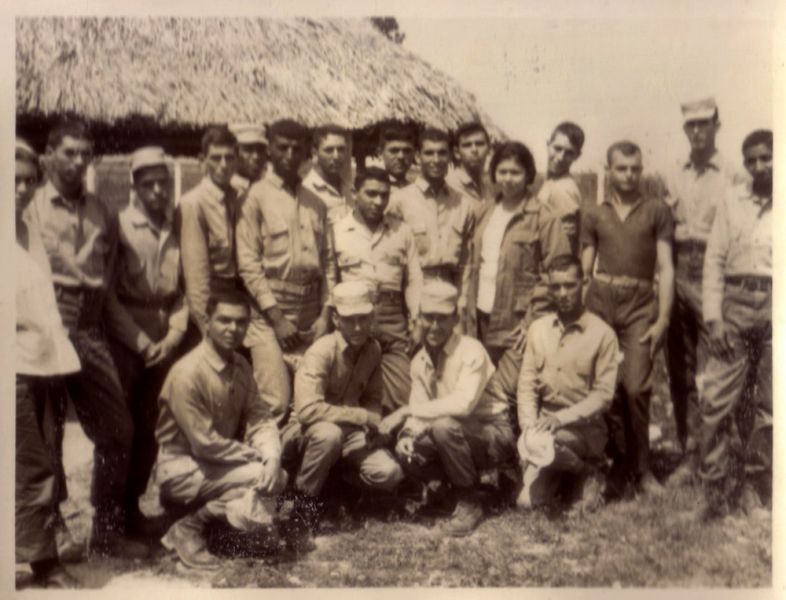
Homosexuales y opositores a la revolución cubana en la Unidad Militar de Ayuda a la Producción de Cuba.

Los funcionarios del gobierno hablaron en contra de su homofobia, pero muchos homosexuales fueron obligados a ingresar en las Unidades Militares de Ayuda a la Producción (UMAP), algo de lo que Castro asumió la responsabilidad y lamentó como una «gran injusticia» en 2010. En 1962, la economía de Cuba estaba en fuerte declive, como resultado de una mala gestión económica y una baja productividad, junto con el embargo comercial de Estados Unidos. La escasez de alimentos llevó al racionamiento, lo que provocó la Protesta de las Calderas en Cárdenas. Los informes de seguridad indicaron que muchos cubanos asociaban la austeridad con los «viejos comunistas» del Partido Socialista Popular, mientras que Castro consideraba que varios de ellos (concretamente Aníbal Escalante y Blas Roca) eran indebidamente leales a Moscú. En marzo de 1962, Castro destituyó de sus cargos a los «viejos comunistas» más destacados, calificándolos de «sectarios», en el llamado primer proceso Escalante.
A nivel personal, Castro se sentía cada vez más solo y sus relaciones con el Che Guevara se volvieron tensas a medida que este último se volvía cada vez más antisoviético y prochino. Dentro del gobierno se inició el periodo de El Gran Debate debido a la situación económica de la isla. Fidel Castro invitó a economistas marxistas de todo el mundo a debatir dos proposiciones principales. El Che Guevara proponía que Cuba podría evitar cualquier período de transición capitalista y luego «socialista» y convertirse inmediatamente en una sociedad comunista industrializada si se perfeccionan «condiciones subjetivas» como la conciencia pública y la acción de vanguardia. Por otro lado el Partido Socialista Popular alegaba que Cuba necesitaba un período de transición como economía mixta en el que se maximizara la economía azucarera cubana para obtener ganancias antes de que se pudiera establecer una sociedad comunista.

### 1962-1968

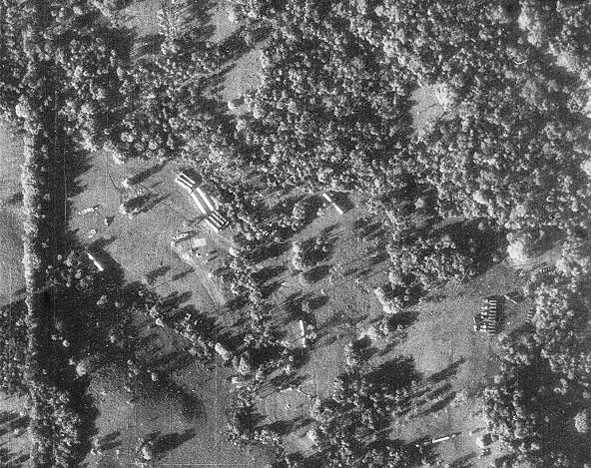
Fotografía de reconocimiento U-2 de misiles nucleares soviéticos en Cuba.

El 30 de agosto de 1962 fue neutralizada una conspiración para derrocar al gobierno de Fidel Castro, lo que provocó cientos de arrestos y una gran cantidad de ejecuciones, en lo que fue conocida como la Masacre del 30 de agosto.
Militarmente más débil que la OTAN, Nikita Jrushchov quería instalar misiles nucleares soviéticos R-12 MRBM en Cuba para igualar el equilibrio de poder. Aunque conflictuado, Castro estuvo de acuerdo, creyendo que garantizaría la seguridad de Cuba y mejoraría la causa del socialismo. Realizado en secreto, sólo los hermanos Castro, Guevara, Dorticós y el jefe de seguridad Ramiro Valdés Menéndez conocían el plan completo. Al descubrirlo mediante reconocimiento aéreo, en octubre Estados Unidos implementó una cuarentena en toda la isla para buscar embarcaciones que se dirigieran a Cuba, lo que desató la crisis de los misiles cubanos. Estados Unidos vio los misiles como ofensivos, aunque Castro insistió en que eran defensivos. Castro instó a Jrushchov a amenazar con un ataque nuclear a Estados Unidos en caso de que Cuba fuera atacada, pero Jrushchov estaba desesperado por evitar una guerra nuclear. Castro quedó fuera de las negociaciones, en las que Jrushchov acordó retirar los misiles a cambio del compromiso de Estados Unidos de no invadir Cuba y el entendimiento de que Estados Unidos retiraría sus MRBM de Turquía e Italia. Al sentirse traicionado por Jrushchov, Castro se enfureció y pronto enfermó. Al proponer un plan de cinco puntos, Castro exigió que Estados Unidos pusiera fin a su embargo, dejara de apoyar a los disidentes, dejara de violar el espacio aéreo y las aguas territoriales cubanas y se retirara de la Base Naval de la Bahía de Guantánamo. Al presentar estas demandas a U Thant, secretario general de las Naciones Unidas de visita, Estados Unidos las ignoró y, a su vez, Castro se negó a permitir la entrada a Cuba del equipo de inspección de la ONU.
En febrero de 1963, Castro recibió una carta personal de Jrushchov invitándolo a visitar la URSS. Castro llegó en abril y se quedó cinco semanas. Visitó 14 ciudades, habló en un mitin en la Plaza Roja y vio el desfile del Primero de Mayo desde el Kremlin, recibió un doctorado honorario de la Universidad Estatal de Moscú y se convirtió en el primer extranjero en recibir la Orden de Lenin.  Castro regresó a Cuba con nuevas ideas; inspirado por el periódico soviético Pravda, fusionó Hoy y Revolución en un nuevo diario, Granma, y supervisó una gran inversión en el deporte cubano que resultó en una mayor reputación deportiva internacional. El gobierno acordó permitir temporalmente la emigración de cualquier persona que no fuera varón de entre 15 y 26 años, librando así al gobierno de miles de opositores. En 1963 murió la madre de Fidel. Esta fue la última vez que la prensa cubana informó sobre su vida privada.
El 3 de octubre de 1963 se aprobó una segunda Ley de Reforma Agraria de Cuba. En 1964, Castro regresó a Moscú, oficialmente para firmar un nuevo acuerdo comercial de azúcar de cinco años, pero también para discutir las ramificaciones del asesinato de John F. Kennedy. En octubre de 1965, las Organizaciones Revolucionarias Integradas pasaron a denominarse oficialmente "Partido Comunista Cubano" y se publicó la composición de su Comité Central. Fidel Castro se desempeñó como Primer Secretario del Partido Comunista de Cuba de 1965 a 2011.

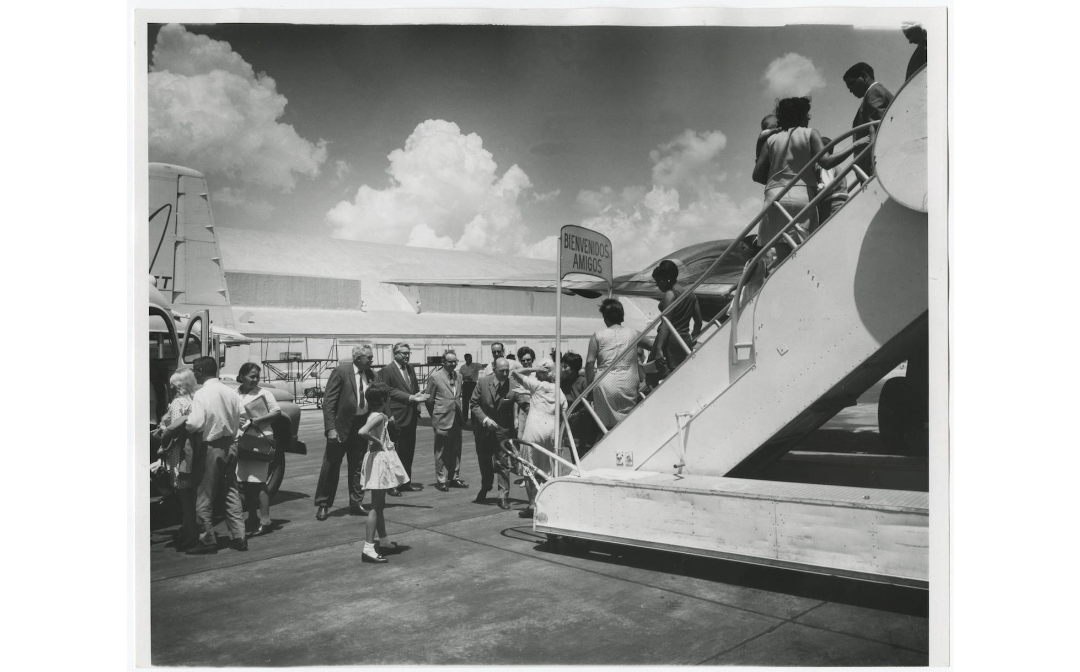
Refugiados cubanos saliendo de un Vuelo de la Libertad en Miami.

En 1965 comenzaron los Vuelos de la Libertad, siendo la mayor operación aérea de transporte de refugiados en la historia de los Estados Unidos, por cuya vía miles de cubanos escaparon de su país rumbo a Estados Unidos, hasta 1973.
A pesar de los recelos soviéticos, Castro continuó pidiendo una revolución global y la financiación de militantes de izquierda. Apoyó el «proyecto andino» del Che Guevara, un plan fallido para establecer un movimiento guerrillero en las tierras altas de Bolivia, Perú y Argentina, y permitió que grupos revolucionarios de todo el mundo, desde el Viet Cong hasta los Panteras Negras, se entrenaran en Cuba.  Consideró que el África dominada por Occidente estaba lista para la revolución y envió tropas y médicos para ayudar al régimen socialista de Ahmed Ben Bella en Argelia durante la Guerra de Arena. También se alió con el gobierno socialista de Alphonse Massemba-Débat en Congo-Brazzaville, y en 1965 Castro autorizó a Guevara a viajar a Congo-Kinshasa para entrenar revolucionarios contra el gobierno respaldado por Occidente.  Castro quedó personalmente devastado cuando Guevara fue asesinado posteriormente por tropas respaldadas por la CIA en Bolivia en octubre de 1967 y lo atribuyó públicamente al desprecio del Che por su propia seguridad. 
En 1966, Castro organizó la primera Conferencia Tricontinental de La Habana, consolidándose aún más como un actor importante en el escenario mundial.  A partir de esta conferencia, Castro creó la Organización Latinoamericana de Solidaridad (OLAS), que adoptó el lema "El deber de una revolución es hacer la revolución". En 1967 se lleva a cabo el fallido desembarco de Machurucuto, llevado a cabo por guerrilleros cubanos y venezolanos.
El creciente papel de Castro en el escenario mundial tensó su relación con los soviéticos, ahora bajo el liderazgo de Leonid Brézhnev. Al afirmar la independencia de Cuba, Castro se negó a firmar el Tratado sobre la no proliferación de armas nucleares, declarándolo un intento soviético-estadounidense de dominar el Tercer mundo. A su vez, Aníbal Escalante, leal a los soviéticos, comenzó a organizar una red gubernamental de oposición a Castro, aunque en enero de 1968 él y sus partidarios fueron arrestados por pasar secretos de estado a Moscú. Castro finalmente cedió a la presión de Brézhnev de ser leal y en agosto de 1968 denunció la Primavera de Praga como dirigida por una "chusma reaccionaria fascista" y elogió la invasión soviética de Checoslovaquia.   Influenciado por el Gran Salto Adelante de China, en 1968 Castro proclamó una Gran Ofensiva Revolucionaria, cerró todas las tiendas y negocios de propiedad privada que quedaban y denunció a sus propietarios como contrarrevolucionarios capitalistas.

### 1969-1974

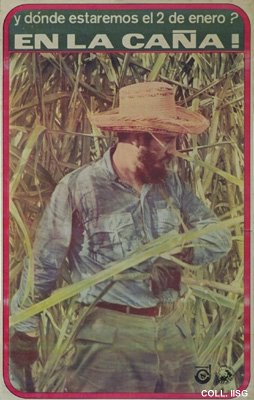
Afiche de Fidel Castro cortando caña de azúcar promoviendo el impulso de una zafra masiva.

En enero de 1969, Castro celebró públicamente el décimo aniversario de su administración en la Plaza de la Revolución, aprovechando la ocasión para preguntar a la multitud reunida si tolerarían la reducción de las raciones de azúcar, lo que reflejaba los problemas económicos del país. La mayor parte de la cosecha de azúcar se enviaba a la URSS, pero la cosecha de 1969 resultó gravemente dañada por un huracán; el gobierno pospuso las vacaciones de Año Nuevo de 1969-1970 para alargar la cosecha. Los militares fueron reclutados, mientras que Castro y varios otros ministros del gabinete y diplomáticos extranjeros se unieron.  La campaña fue conocida como la Zafra de los diez millones, sin embargo, el país no cumplió con la cuota de producción de azúcar de ese año. Castro ofreció públicamente renunciar, pero las multitudes reunidas rechazaron la idea. 
A pesar de los problemas económicos de Cuba, muchas de las reformas sociales de Castro siguieron siendo populares, y la población apoyó en gran medida los «logros de la revolución» en educación, atención médica y construcción de carreteras, así como la política gubernamental de «democracia directa».  Cuba recurrió a los soviéticos en busca de ayuda económica y, de 1970 a 1972, los economistas soviéticos replanificaron y organizaron la economía cubana, fundando la Comisión Cubano-Soviética de Colaboración Económica, Científica y Técnica, mientras el primer ministro soviético Alexei Kosygin visitaba el país en 1971. En julio de 1972, Cuba se unió al Consejo de Asistencia Económica Mutua (Comecon), una organización económica de estados socialistas, aunque esto limitó aún más la economía cubana a la producción agrícola.
En mayo de 1970, el grupo disidente Alpha 66, con sede en Florida, hundió dos barcos pesqueros cubanos y capturó a sus tripulaciones, exigiendo la liberación de los miembros de Alpha 66 encarcelados en Cuba. Bajo presión estadounidense, los rehenes fueron liberados y Castro los recibió como héroes. En abril de 1971, Castro obtuvo la condena internacional por ordenar el arresto del poeta disidente Herberto Padilla. Cuando Padilla enfermó, Castro lo visitó en el hospital. El poeta fue puesto en libertad tras confesar públicamente su culpabilidad. Poco después, el gobierno formó el Consejo Nacional Cultural para garantizar que los intelectuales y artistas apoyaran a la administración. Esto inicio un periodo conocido como el Quinquenio gris marcado por la censura cultural, el acoso a intelectuales, artistas y el ostracismo de los miembros de la comunidad LGBT.

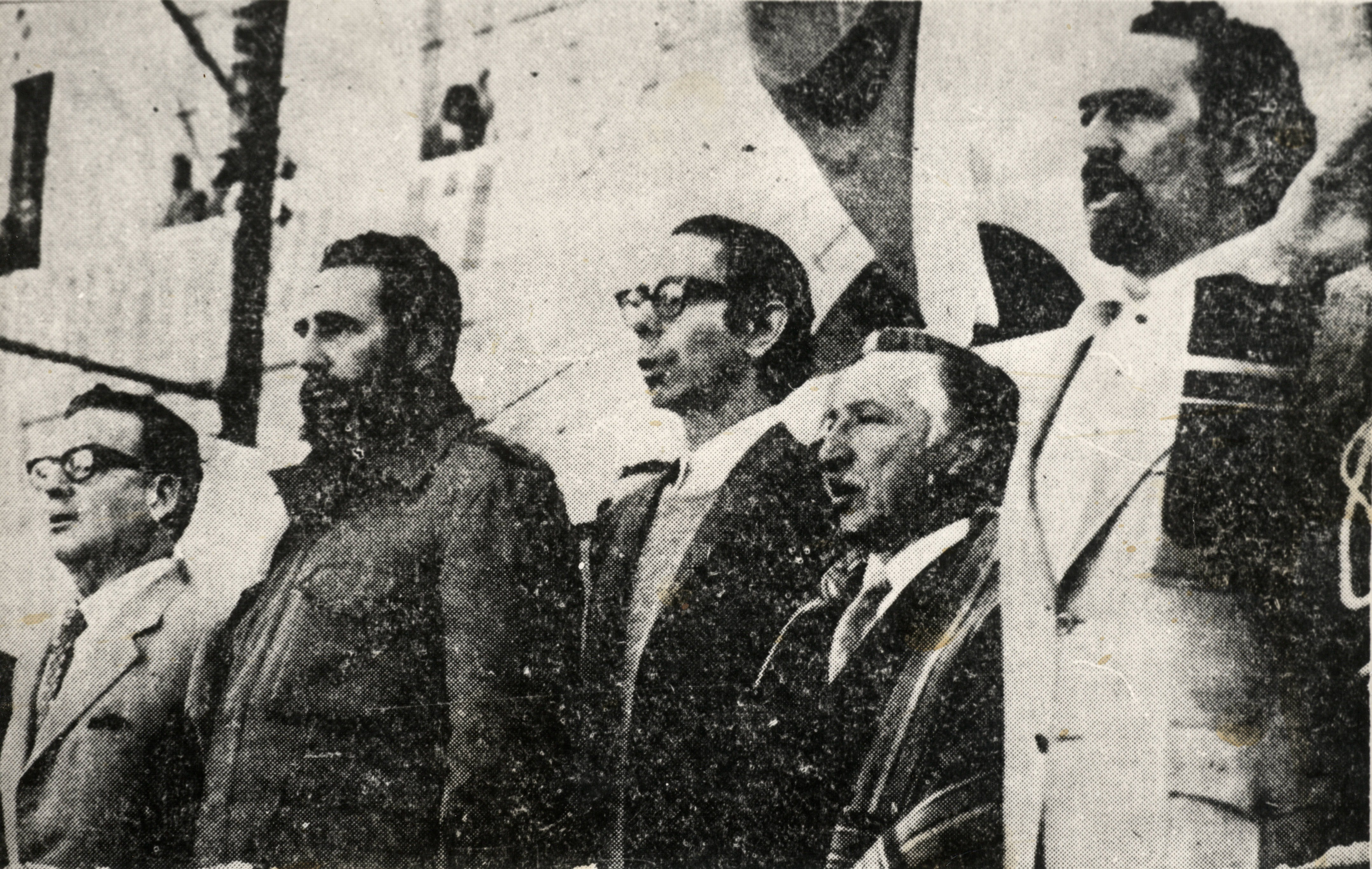
Fidel Castro junto a Salvador Allende, Carlos Altamirano Orrego y Luis Corvalán.

En noviembre de 1971 realizó una visita de Estado a Chile, donde el presidente socialista Salvador Allende había sido elegido jefe de una coalición de izquierda. Castro apoyó las reformas socialistas de Allende, donde recorrió el país para dar discursos y conferencias de prensa. Sospechando de los elementos de derecha en el ejército chileno, Castro aconsejó a Allende que los purgara antes de que lideraran un golpe. En 1972 estalló un escándalo en Chile debido a los bultos cubanos, cajas con armamento de guerra destinadas a la defensa de la residencia del presidente y del Palacio de La Moneda, ante el riesgo de un eventual Golpe de Estado. Se demostró que Castro tenía razón; en 1973, el ejército de Chile encabezó un golpe de Estado, prohibió las elecciones, ejecutó a miles de personas y estableció una junta militar encabezada por el comandante en jefe Augusto Pinochet. 
Después de los Incidentes de Leyla Express y Johnny Express Estados Unidos ordenó a todas sus fuerzas navales y aéreas en la región que acudieran en ayuda de cualquier barco que fuera atacado por buques cubanos. Fidel Castro se dirigió a África Occidental para reunirse con el presidente socialista guineano, Sékou Touré, donde informó a una multitud de guineanos que el suyo era el líder más importante de África. Luego realizó una gira de siete semanas visitando otros aliados de izquierda en África y Eurasia: Argelia, Bulgaria, Hungría, Polonia, Alemania Oriental, Checoslovaquia y la Unión Soviética. En cada viaje se entrevistó con gente común, visitando fábricas y granjas, charlando y bromeando con ellos. Aunque públicamente apoyó mucho a estos gobiernos, en privado los instó a hacer más para ayudar a los movimientos revolucionarios en otras partes del mundo, en particular en la guerra de Vietnam.

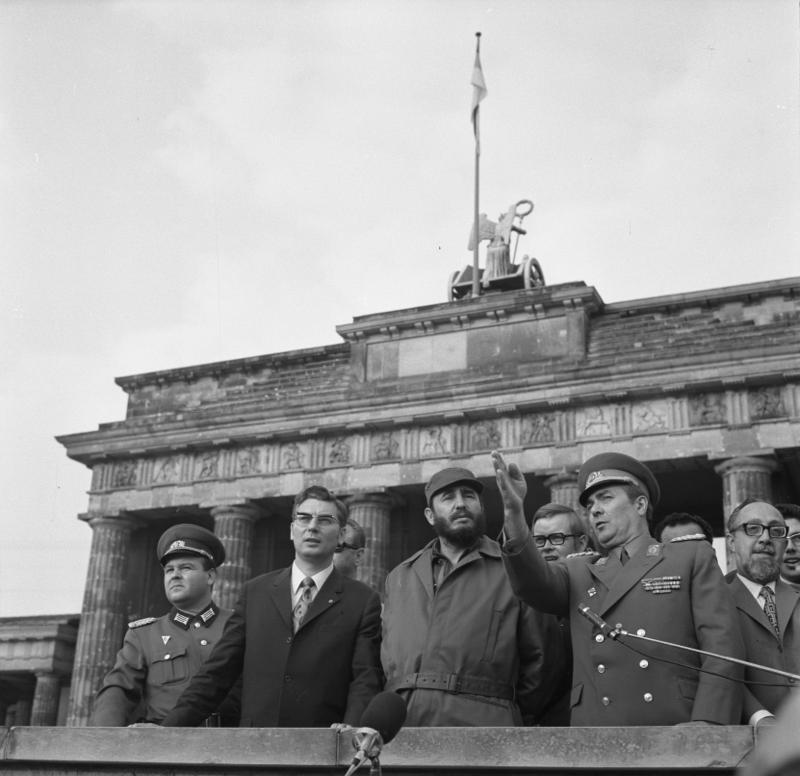
Fidel Castro y miembros del Politburó de Alemania Oriental en su visita al país en 1972.

En septiembre de 1973 Castro regresó a Argel para asistir a la Cuarta Cumbre del Movimiento de Países No Alineados (NOAL). Varios miembros del NOAL criticaron la asistencia de Castro, alegando que Cuba estaba alineada con el Pacto de Varsovia y por lo tanto no debería estar en la conferencia, particularmente porque elogió a la Unión Soviética en un discurso en el que afirmó que no era imperialista.  Cuando estalló la guerra de Yom Kipur en octubre de 1973 entre Israel y una coalición árabe encabezada por Egipto y Siria, el gobierno de Castro envió 4.000 soldados para impedir que las fuerzas israelíes entraran en territorio sirio. En 1974, Cuba rompió relaciones con Israel por el trato dado a los palestinos durante el conflicto palestino-israelí y su relación cada vez más estrecha con Estados Unidos. Esto le valió el respeto de los líderes de todo el mundo árabe, en particular del presidente socialista libio Muammar Gaddafi, quien se convirtió en su amigo y aliado.
En 1974 ocurre la visita de Leonid Brézhnev a Cuba. Ese año, Cuba experimentó un impulso económico, debido principalmente al alto precio internacional del azúcar, pero también influenciado por nuevos créditos comerciales con Canadá, Argentina y partes de Europa Occidental.  El cambio de política económica después de la cosecha azucarera de 1970 condujo a un mayor crecimiento económico en Cuba durante toda la década de 1970. Las estimaciones de esto varían, pero una cifra conservadora provino del Banco Mundial, que estimó la cifra anual promedio en 4,4% para el período 1971-1980. Varios estados latinoamericanos comenzaron a pedir la readmisión de Cuba en la Organización de Estados Americanos (OEA). El gobierno de Cuba convocó el primer Congreso Nacional del Partido Comunista de Cuba, anunciando así oficialmente el estatus de Cuba como estado socialista. Adoptó una nueva constitución basada en el modelo soviético y abolió los cargos de Presidente y primer ministro. Castro asumió la presidencia del recién creado Consejo de Estado y del Consejo de Ministros, convirtiéndolo a la vez en jefe de Estado y jefe de Gobierno. 

## Presidencia (1976–2008)
Fidel Castro fue presidente del Consejo de Estado de 1976 a 2008. Durante este tiempo participó en muchas guerras extranjeras, incluida la guerra civil angoleña, la guerra civil mozambiqueña y la guerra de Ogadén; así como las revoluciones latinoamericanas. Tras la disolución de la Unión Soviética, a partir de la década de 1990, Castro dirigió a Cuba en una era de crisis económica conocida como el Período especial. Durante esta década Castro realizó muchos cambios en la economía cubana. Castro reformó el socialismo cubano debido a la retirada del respaldo soviético. Posteriormente, Cuba recibió ayuda del presidente venezolano Hugo Chávez. El 31 de julio de 2006, Castro traspasó sus funciones como Presidente del Consejo de Estado a su hermano Raúl Castro por motivos de salud. Castro renunció a sus cargos como Presidente del Consejo de Estado y Comandante y Jefe en las reuniones de la Asamblea Nacional del 24 de febrero en carta fechada el 18 de febrero de 2008.

### 1975–1979
Castro consideraba a África como «el eslabón más débil de la cadena imperialista», y en noviembre de 1975 ordenó el envío de 230 asesores militares al sur de África para ayudar al marxista MPLA en la guerra civil de Angola. Cuando Estados Unidos y Sudáfrica intensificaron su apoyo a las opositoras FLNA y UNITA, Castro ordenó el envío de 18.000 tropas adicionales a Angola, lo que desempeñó un papel importante a la hora de forzar la retirada de Sudáfrica.  Al viajar a Angola, Castro celebró con el presidente Agostinho Neto, Ahmed Sékou Touré de Guinea y el presidente de Guinea-Bissau, Luís Cabral, donde acordaron apoyar al gobierno comunista de Mozambique contra RENAMO en la Guerra Civil de Mozambique. En febrero, Castro visitó Argelia y Libia y pasó diez días con Muamar el Gadafi antes de asistir a conversaciones con el gobierno marxista de Yemen del Sur. De allí viajó a Somalia, Tanzania, Mozambique y Angola, donde fue recibido por la multitud como un héroe por el papel de Cuba en la oposición a la Sudáfrica del apartheid.
En 1977, estalló la Guerra de Ogadén cuando Somalia invadió Etiopía; aunque Castro era un antiguo aliado del presidente somalí Siad Barre, le había advertido contra tal acción, y Cuba se puso del lado del gobierno marxista de Mengistu Haile Mariam en Etiopía. Envió tropas bajo el mando del general Arnaldo Ochoa Sánchez para ayudar al abrumado ejército etíope. Después de obligar a los somalíes a retroceder, Mengistu ordenó a los etíopes que suprimieran el Frente de Liberación Popular de Eritrea, una medida que Castro se negó a apoyar.  Castro extendió su apoyo a los movimientos revolucionarios latinoamericanos, concretamente al Frente Sandinista de Liberación Nacional en su derrocamiento de la dictadura derechista nicaragüense de Anastasio Somoza Debayle en julio de 1979. Los críticos de Castro acusaron al gobierno de desperdiciar vidas cubanas en estos esfuerzos militares; del Centro para una Cuba Libre, financiado por la anticastrista Fundación Cartago, ha afirmado que se estima que 14.000 cubanos murieron en acciones militares cubanas extranjeras. 

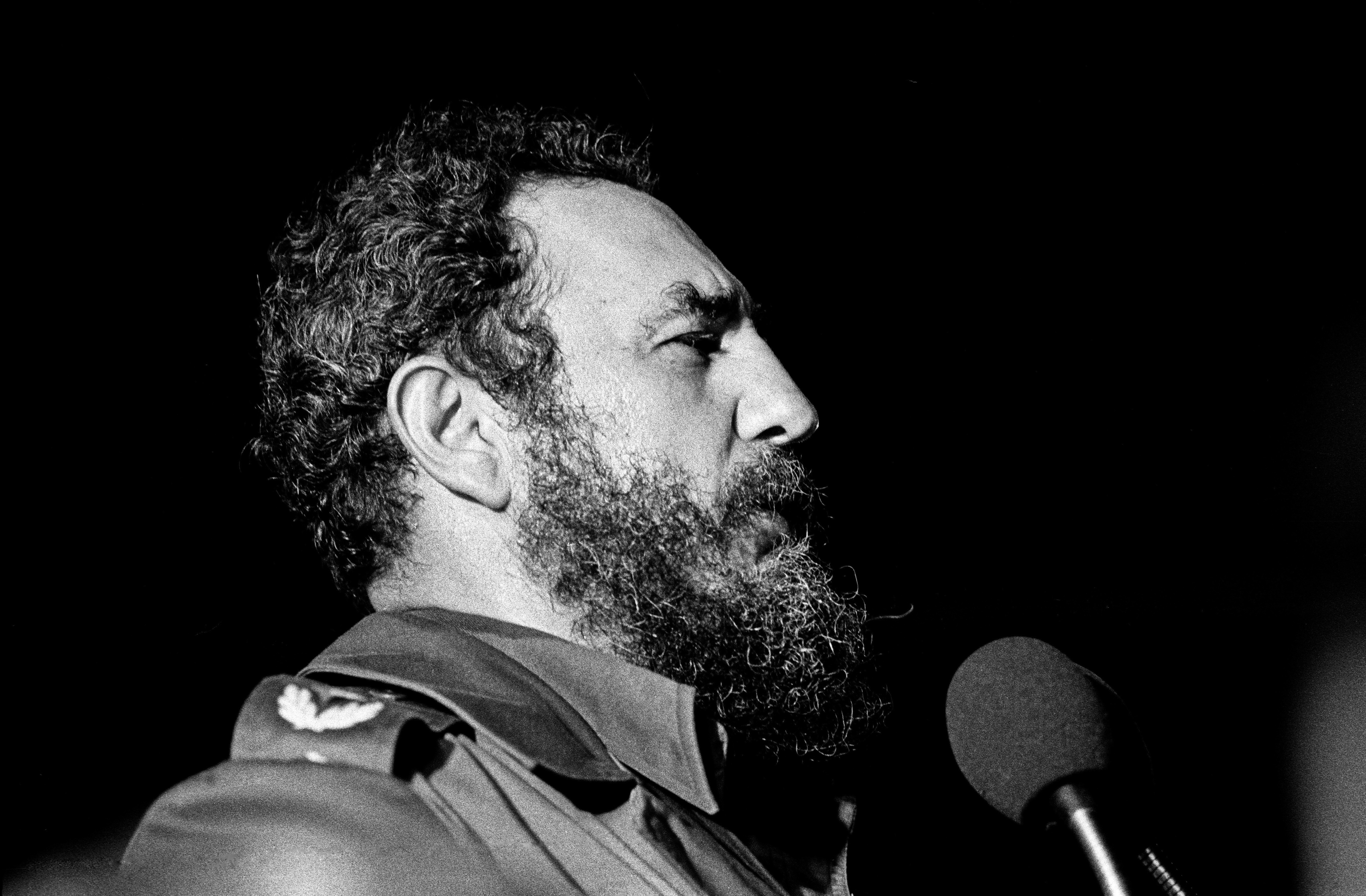
Fidel Castro hablando en La Habana, 1978.

En 1979 se celebró en La Habana la Conferencia del Movimiento de Países No Alineados (NOAL), donde Castro fue elegido presidente del NOAL, cargo que ocupó hasta 1982. En su calidad de presidente del NOAL y de Cuba, compareció en la Asamblea General de las Naciones Unidas en octubre de 1979 y pronunció un discurso sobre la disparidad entre los ricos y los pobres del mundo. Su discurso fue recibido con muchos aplausos de otros líderes mundiales,  aunque su posición en el NOAL se vio dañada por la abstinencia de Cuba de la condena de la Asamblea General de la ONU a la guerra afgana-soviética.
Las relaciones de Cuba en América del Norte mejoraron bajo el presidente mexicano Luis Echeverría, el primer ministro canadiense Pierre Trudeau, y el presidente estadounidense Jimmy Carter. Carter continuó criticando los abusos contra los derechos humanos en Cuba, pero adoptó un enfoque respetuoso que llamó la atención de Fidel Castro, por lo que tras El Diálogo liberó a ciertos prisioneros políticos y permitió que algunos exiliados cubanos visitaran a sus familiares en la isla, con la esperanza de que a su vez Carter aboliera el embargo económico y detuviera el apoyo de la CIA a los militantes disidentes. 

### 1980-1990
En la década de 1980, la economía cubana volvió a tener problemas, tras una caída en el precio de mercado del azúcar y la diezmada cosecha de 1979.  Debido a esto el gobierno cubano vendió en secreto pinturas de colecciones nacionales y comerció ilícitamente con productos electrónicos estadounidenses a través de Panamá. Un número cada vez mayor de cubanos huyeron a Florida, a quienes Fidel Castro calificó de «escoria».

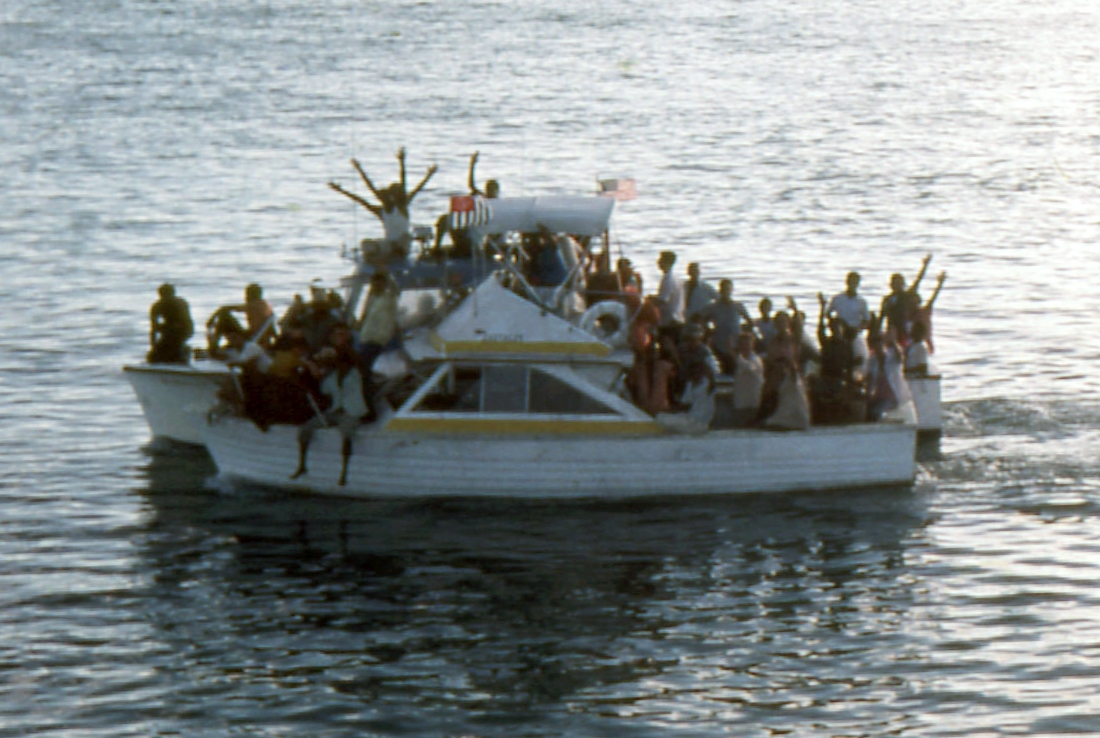
Embarcaciones cubanas abarrotadas rumbo a Estados Unidos durante el Éxodo de Mariel.

En un incidente, 10.000 cubanos irrumpieron en la embajada peruana solicitando asilo, por lo que Estados Unidos acordó aceptar a 3.500 refugiados. Castro admitió que quienes quisieran salir podrían hacerlo desde el puerto de Mariel. Cientos de barcos llegaron desde Estados Unidos, lo que provocó un éxodo masivo de 120.000 personas; el gobierno de Castro liberó también criminales.  En este contexto ocurrió la Masacre del Río Canímar en la cual las fuerzas de seguridad del estado hunden una embarcación civil que intentaba huir a Estados Unidos, dejando un saldo de más de 50 muertos.

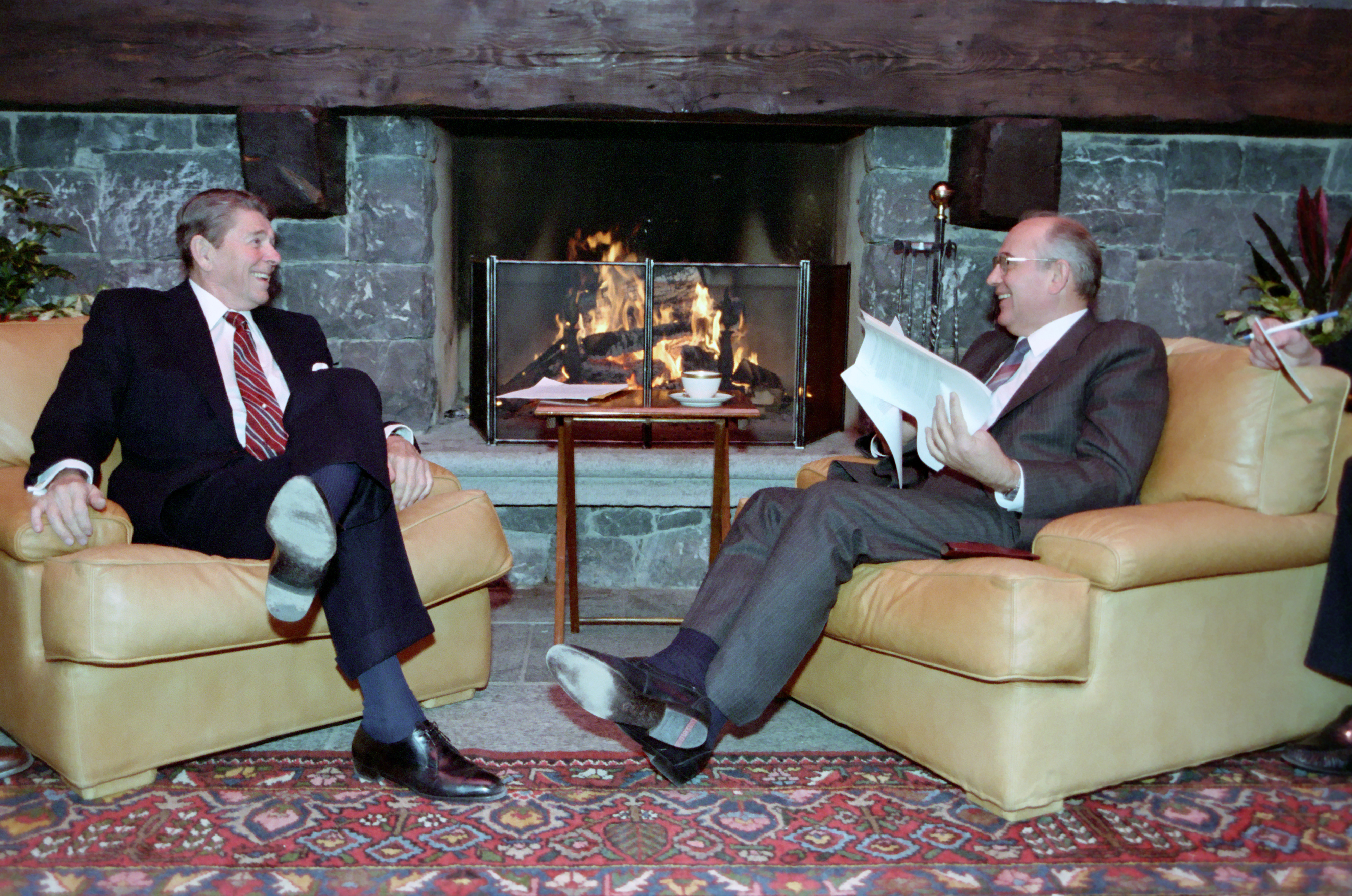
El presidente estadounidense Reagan y el secretario general soviético Gorbachov se encontraban entre los principales actores del escenario mundial en la década de 1980 y afectarían gravemente el gobierno de Castro en Cuba.

En 1980, Ronald Reagan se convirtió en presidente de Estados Unidos y luego adoptó un enfoque anticastrista de línea dura,  y en 1981, Castro acusaba a Estados Unidos de guerra biológica contra Cuba por la epidemia de dengue en Cuba. Ese mismo año emprendió el asalto a la embajada de Ecuador en Cuba.
Aunque despreciaba al Proceso de Reorganización Nacional de Argentina, Castro lo apoyó en la guerra de las Malvinas de 1982 contra el Reino Unido y ofreció ayuda militar a los argentinos. Castro apoyó al izquierdista Movimiento New Jewel que tomó el poder en Granada en 1979, envió médicos, maestros y técnicos para ayudar al desarrollo del país y se hizo amigo del presidente granadino Maurice Bishop. Cuando Bishop fue asesinado en un golpe de Estado respaldado por los soviéticos por el marxista de línea dura Bernard Coard en octubre de 1983, Castro continuó apoyando cautelosamente al gobierno de Granada. Sin embargo, Estados Unidos utilizó el golpe como base para invadir la isla. Los trabajadores de la construcción cubanos murieron en el conflicto, y Castro denunció la invasión y comparó a Estados Unidos con la Alemania nazi.  Castro temía una invasión estadounidense de Nicaragua y envió a Arnaldo Ochoa Sánchez a entrenar a los gobernantes sandinistas en la guerra de guerrillas, pero recibió poco apoyo de la Unión Soviética.
Siguiendo el consejo médico que le dieron en octubre de 1985, Castro dejó de fumar puros cubanos con regularidad, lo que ayudó a dar ejemplo al resto de la población. Castro se volvió apasionado en su denuncia del problema de la deuda del Tercer Mundo, argumentando que el Tercer mundo nunca escaparía de la deuda que los bancos y gobiernos del Primer mundo le imponían. En 1985, La Habana fue sede de cinco conferencias internacionales sobre el problema de la deuda mundial.
En 1985, Mijaíl Gorbachov se convirtió en secretario general del Partido Comunista de la Unión Soviética. Reformador, implementó medidas para aumentar la libertad de prensa (glasnost) y la descentralización económica (perestroika) en un intento de fortalecer el país. Como muchos críticos marxistas ortodoxos, Castro temía que las reformas debilitaran el Estado socialista y permitieran que elementos capitalistas recuperaran el control.  Gorbachov cedió a las demandas estadounidenses de reducir el apoyo a Cuba, mientras las relaciones entre Cuba y la Unión Soviética se deterioraban. Cuando Gorbachov visitó Cuba en abril de 1989, informó a Castro que la perestroika significaba el fin de los subsidios para Cuba.  Haciendo caso omiso de los llamados a una liberalización de acuerdo con el ejemplo soviético, Castro continuó reprimiendo a los disidentes internos y, en particular, vigiló a los militares, la principal amenaza para el gobierno. Varios oficiales militares de alto rango, incluidos Arnaldo Ochoa Sánchez y Tony de la Guardia, fueron investigados por corrupción y complicidad en el contrabando de cocaína, juzgados en la Causa número 1 y ejecutados en 1989, a pesar de los pedidos de indulgencia. 

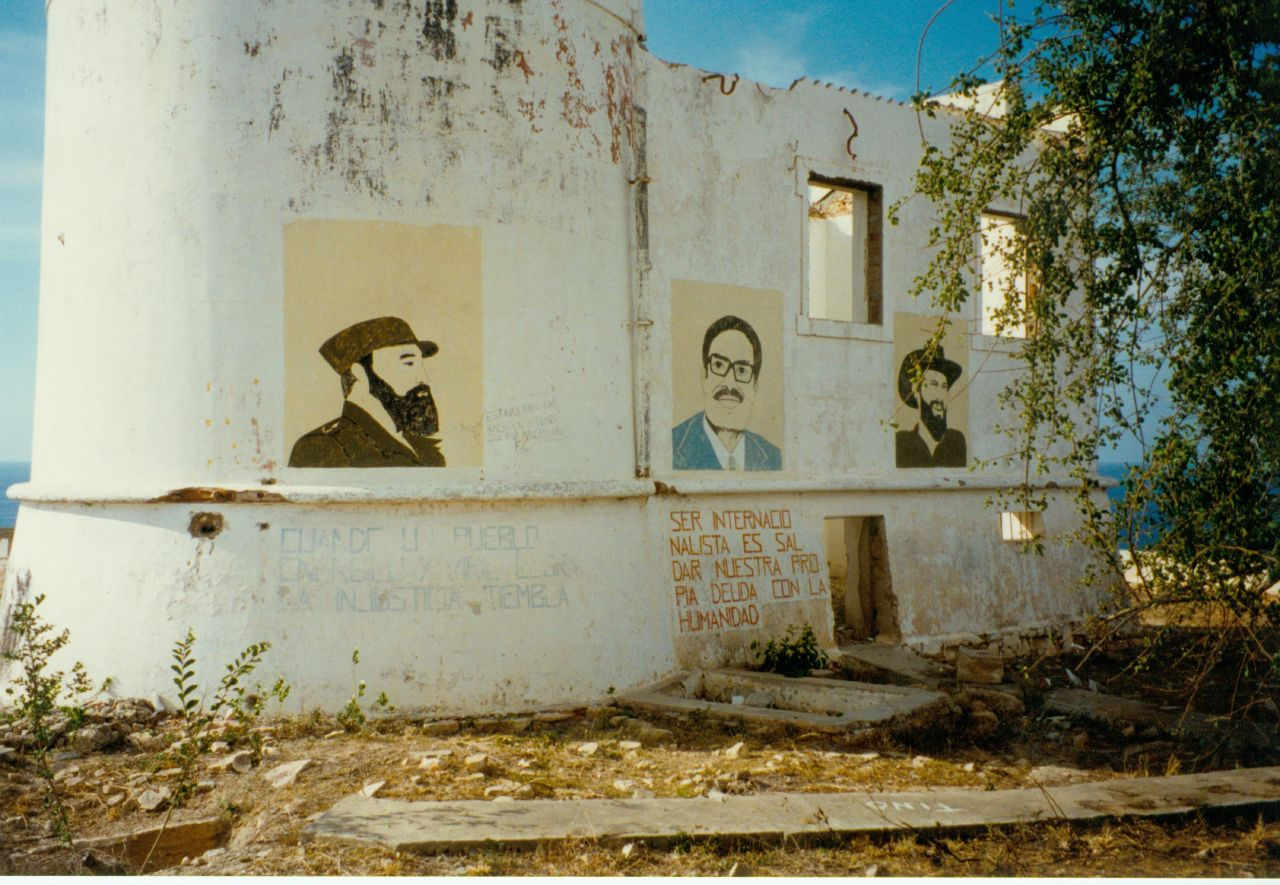
Imagen de Castro pintada en un faro ahora destruido en Lobito, Angola, 1995.

En noviembre de 1987, Castro empezó a dedicar más tiempo a la guerra civil de Angola, en la que los marxistas habían caído en retirada. El presidente angoleño, José Eduardo dos Santos, pidió con éxito más tropas cubanas, y Castro admitió más tarde que dedicó más tiempo a Angola que a la situación interna, creyendo que una victoria conduciría al colapso del apartheid. Gorbachov pidió un fin negociado del conflicto y en 1988 organizó conversaciones cuadripartitas entre la URSS, Estados Unidos, Cuba y Sudáfrica; acordaron que todas las tropas extranjeras se retirarían de Angola. Castro estaba enojado por el enfoque de Gorbachov, creyendo que estaba abandonando la difícil situación de los pobres del mundo en favor de la distensión.  En Europa del Este, los gobiernos prosoviéticos cayeron en manos de reformadores capitalistas entre 1989 y 1991 y muchos observadores occidentales esperaban lo mismo en Cuba.  Cuba, cada vez más aislada, mejoró sus relaciones con el gobierno derechista de Manuel Noriega en Panamá (a pesar del odio personal de Castro hacia Noriega) pero fue derrocado durante la invasión estadounidense de Panamá en diciembre de 1989. 
En febrero de 1990, los aliados de Castro en Nicaragua, el presidente Daniel Ortega y los sandinistas, fueron derrotados en unas elecciones por la Unión Nacional de Oposición, financiada por Estados Unidos.  Con el colapso del Bloque del Este, Estados Unidos obtuvo una mayoría de votos a favor de una resolución que condenaba las violaciones de derechos humanos de Cuba en la Comisión de Derechos Humanos de las Naciones Unidas en Ginebra, Suiza. Cuba afirmó que esto era una manifestación de la hegemonía estadounidense y se negó a permitir la entrada al país de una delegación de investigación.

### 1990-2000

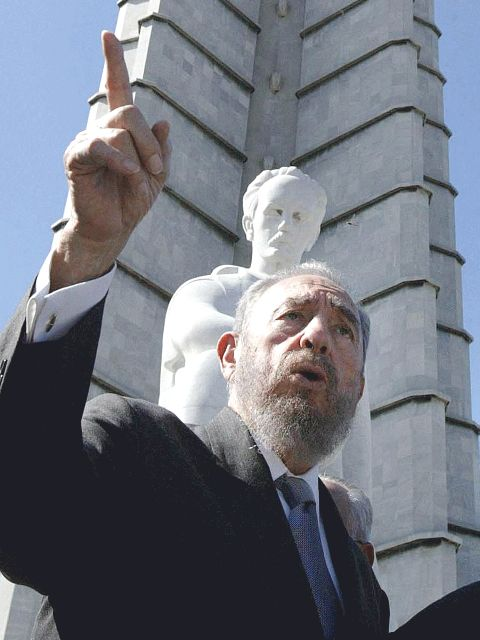
Castro en La Habana en 2003, atrás de él una estatua de José Martí.

Una vez finalizado el comercio favorable con el Bloque del Este, Castro declaró públicamente que Cuba estaba entrando en un Período especial en tiempos de paz. Las raciones de gasolina se redujeron drásticamente, se importaron bicicletas chinas para reemplazar a los automóviles y se cerraron fábricas que realizaban tareas no esenciales. Los bueyes comenzaron a sustituir a los tractores, se empezó a utilizar leña para cocinar y se introdujeron cortes de electricidad que duraron 16 horas diarias. Castro admitió que Cuba enfrentaba la peor situación salvo una guerra abierta y que el país podría tener que recurrir a la agricultura de subsistencia.  Para 1992, la economía cubana había caído más del 40% en menos de dos años, con una importante escasez de alimentos, desnutrición generalizada y falta de productos básicos.  Castro esperaba una restauración del marxismo-leninismo en la URSS, pero se abstuvo de respaldar el intento de golpe de 1991 en ese país. Cuando Gorbachov recuperó el control, las relaciones entre Cuba y la Unión Soviética se deterioraron aún más y las tropas soviéticas fueron retiradas en septiembre de 1991.
En diciembre, la Unión Soviética fue oficialmente desmantelada cuando Boris Yeltsin abolió el Partido Comunista de la Unión Soviética e introdujo una democracia multipartidista capitalista. Yeltsin despreciaba a Castro y desarrolló vínculos con la Fundación Nacional Cubano Americana, con sede en Miami. Castro intentó mejorar las relaciones con las naciones capitalistas. Dio la bienvenida a Cuba a políticos e inversores occidentales, se hizo amigo de Manuel Fraga y se interesó especialmente en las políticas de Margaret Thatcher en el Reino Unido, creyendo que el socialismo cubano podía aprender de su énfasis en los bajos impuestos y la iniciativa personal. Dejó de apoyar a militantes extranjeros, se abstuvo de elogiar a las Fuerzas Armadas Revolucionarias de Colombia en una visita a Colombia en 1994 y pidió un acuerdo negociado entre los zapatistas y el gobierno mexicano en 1995. Públicamente se presentó como un moderado en el escenario mundial.
En 1991 La Habana fue sede de los Juegos Panamericanos, lo que implicó la construcción de un estadio y alojamiento para los deportistas; Castro admitió que fue un error costoso, pero fue un éxito para el gobierno de Cuba. Las multitudes gritaban regularmente «¡Fidel! ¡Fidel!» frente a periodistas extranjeros, mientras Cuba se convirtió en la primera nación latinoamericana en vencer a Estados Unidos en la cima del medallero de oro. El apoyo a Castro se mantuvo fuerte y, aunque hubo pequeñas manifestaciones antigubernamentales, la oposición cubana rechazó los llamados de la comunidad exiliada a un levantamiento armado. 

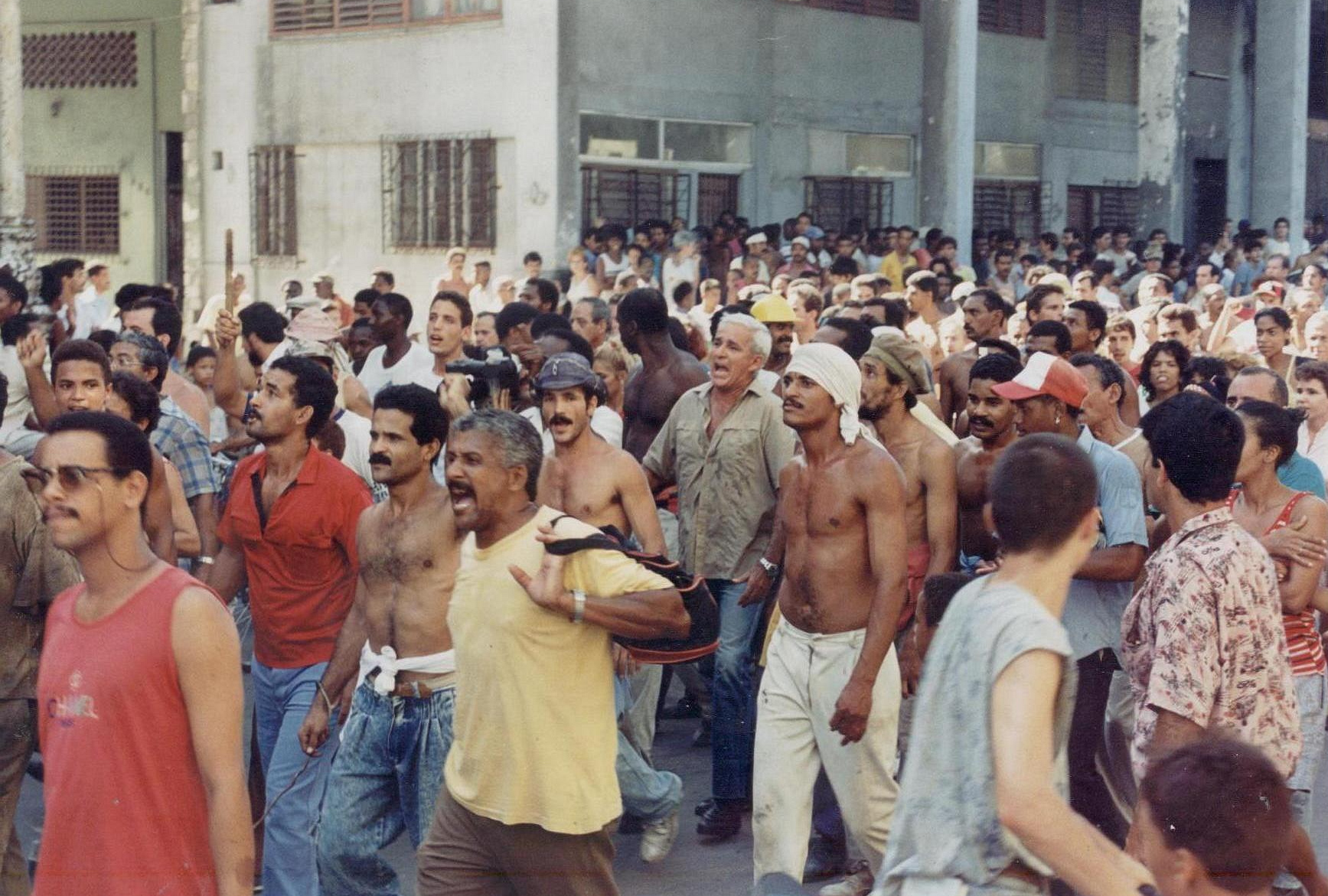
Manifestantes en La Habana durante el Maleconazo.

En julio de 1994 ocurrió el hundimiento del Remolcador 13 de Marzo tras la embestida de 4 barcos del gobierno cubano, ocasionando la muerte de 41 cubanos que intentaban salir de la isla de Cuba. En agosto de 1994, tuvo lugar en La Habana la manifestación anticastrista más importante de la historia de Cuba para ese entonces, cuando entre 200 y 300 jóvenes comenzaron a arrojar piedras a la policía, exigiendo que se les permitiera emigrar a Miami. Una multitud pro Castro más grande se enfrentó a ellos, a la que se unió Castro, quien informó a los medios que los hombres eran antisociales engañados por los medios estadounidenses. La contramanifestación en apoyo al gobierno estuvo integrada por civiles armados con palos y tubos de metal, quienes respaldaron el despliegue policial en La Habana.
Los disturbios saldaron con al menos 3 muertos y más de un centenar de heridos. Temiendo que los grupos disidentes invadieran, el gobierno organizó la estrategia de defensa «Guerra de todo el pueblo», planificando una amplia campaña de guerra de guerrillas, y los desempleados recibieron trabajos en la construcción de una red de búnkeres y túneles por todo el país.  Se les encomendó a los Comités de Defensa de la Revolución dotarse de una “Brigada de Respuesta Rápida” para oponerse inmediatamente a cualquier manifestación espontánea de oposición al poder, similares a la Milicia Voluntaria para la Seguridad Nacional de Benito Mussolini.
Tras el Maleconazo, Fidel Castro anunció que permitiría que cualquiera que quisiera salir del país pudiera hacerlo sin ningún obstáculo, dando inicio a la crisis de los balseros cubanos de 1994. En 1996 ocurrió el derribo de 2 aviones de la organización Hermanos al Rescate cuyo objetivo era ayudar y rescatar a los balseros que trataban de emigrar de Cuba, la acción que provocó la muerte de 4 activistas cubanos, siendo condenada por el Consejo de Seguridad de Naciones Unidas.
Castro reconoció la necesidad de reformas para que el socialismo cubano sobreviviera en un mundo ahora dominado por los mercados libres capitalistas. En octubre de 1991 se celebró en Santiago el Cuarto Congreso del Partido Comunista de Cuba, en el que se anunciaron una serie de cambios importantes en el gobierno. Castro dimitiría como jefe de Gobierno, para ser reemplazado por Carlos Lage, mucho más joven, aunque Castro seguiría siendo el jefe del Partido Comunista y comandante en jefe de las fuerzas armadas. Muchos miembros de mayor edad del gobierno iban a ser retirados y reemplazados por sus homólogos más jóvenes. Se propusieron una serie de cambios económicos que posteriormente se sometieron a referéndum nacional. Los mercados de agricultores libres y las pequeñas empresas privadas se legalizarían en un intento de estimular el crecimiento económico, mientras que los dólares estadounidenses también se convertirían en moneda de curso legal. Se suavizaron ciertas restricciones a la emigración, lo que permitió que más ciudadanos cubanos descontentos se mudaran a Estados Unidos. Se lograría una mayor democratización haciendo que los miembros de la Asamblea Nacional fueran elegidos directamente por el pueblo, en lugar de hacerlo a través de asambleas municipales y provinciales. Castro acogió con agrado el debate entre partidarios y opositores de las reformas, aunque con el tiempo comenzó a simpatizar cada vez más con las posiciones de los oponentes, argumentando que tales reformas debían retrasarse. 
El gobierno de Castro decidió diversificar su economía hacia la biotecnología y el turismo, este último superó a la industria azucarera de Cuba como su principal fuente de ingresos en 1995.  La llegada de miles de turistas mexicanos y españoles hizo que un número cada vez mayor de cubanos recurrieran a la prostitución; oficialmente ilegal, Castro se abstuvo de tomar medidas enérgicas contra la prostitución en Cuba, por temor a una reacción política.
Las dificultades económicas llevaron a muchos cubanos a volverse hacia la religión, tanto en las formas del catolicismo romano como en la fe sincrética de la santería. Aunque durante mucho tiempo había considerado que las creencias religiosas estaban atrasadas, Castro suavizó su actitud hacia la Iglesia y las instituciones religiosas. Reconoció el consuelo psicológico que podían brindar, y a las personas religiosas se les permitió por primera vez unirse al Partido Comunista.  Aunque consideraba a la Iglesia Católica Romana como una institución reaccionaria y procapitalista, Castro decidió organizar una visita a Cuba del Papa Juan Pablo II, que tuvo lugar en enero de 1998; en última instancia, fortaleció la posición tanto de la Iglesia en Cuba como del gobierno de Castro. 
A principios de la década de 1990, Castro abrazó el ambientalismo, hizo campaña contra el desperdicio de recursos naturales y el calentamiento global y acusó a Estados Unidos de ser el principal contaminador del mundo. Las políticas ambientalistas de su gobierno resultarían muy efectivas; en 2006, Cuba era la única nación del mundo que cumplía con la definición de desarrollo sostenible del WWF, con una huella ecológica de menos de 1,8 hectáreas per cápita y un índice de desarrollo humano de más de 0,8 para 2007. De manera similar, Castro también se convirtió en un defensor del movimiento antiglobalización. Criticó la hegemonía global de Estados Unidos y el control ejercido por las multinacionales. Castro también mantuvo sus devotas creencias contra el apartheid, y en las celebraciones del 26 de julio de 1991, se le unió en el escenario el activista político sudafricano Nelson Mandela, recientemente liberado de prisión. Mandela elogió la participación de Cuba en la lucha contra Sudáfrica en Angola y agradeció personalmente a Castro.  Más tarde asistiría a la toma de posesión de Mandela como presidente de Sudáfrica en 1994. En 2001 asistió a la Conferencia contra el Racismo en Sudáfrica, en la que dio una conferencia sobre la difusión mundial de los estereotipos raciales a través del cine estadounidense.

### 2000-2006

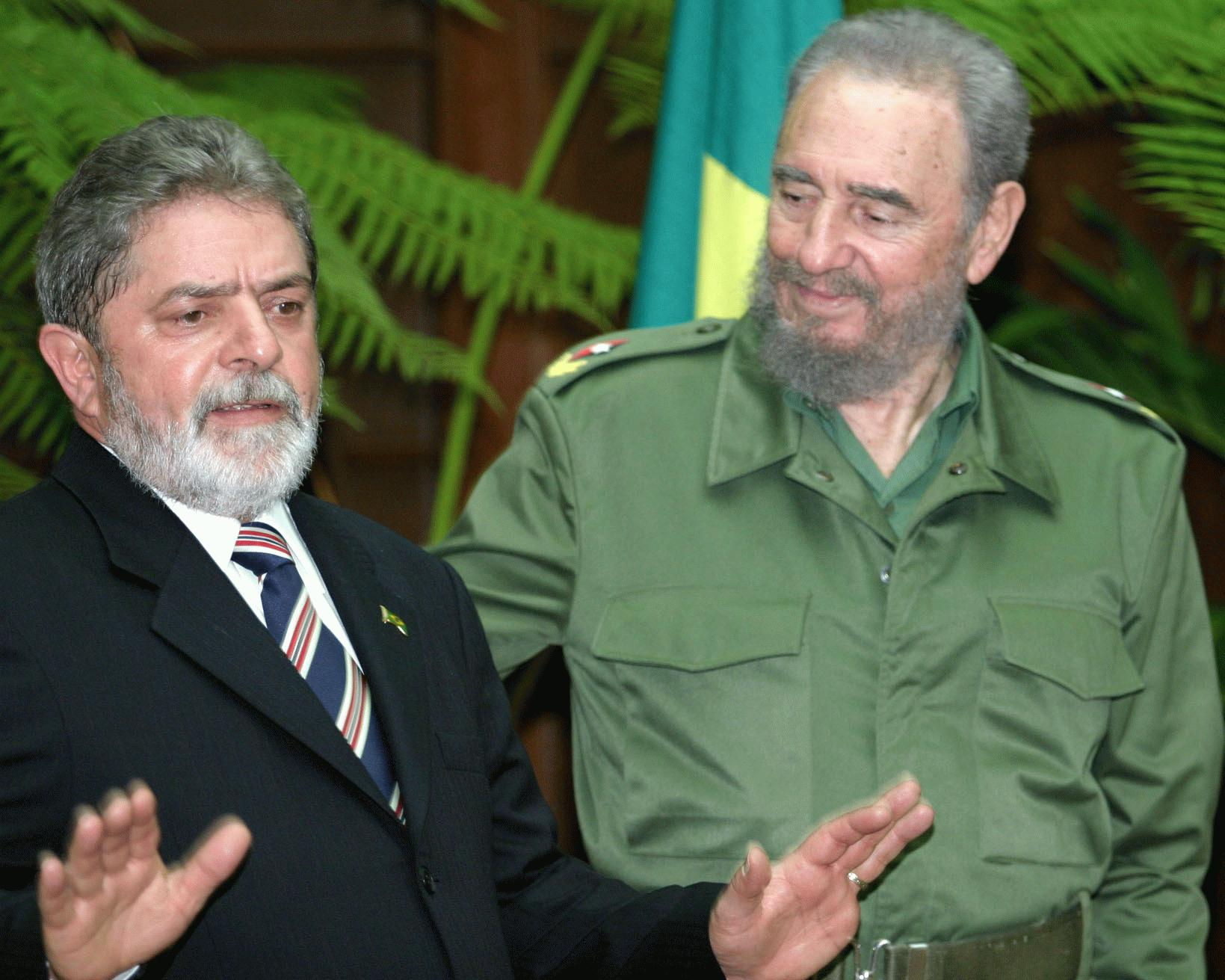
Castro se reúne con el presidente brasileño de centro izquierda Lula da Silva, un líder de la marea rosa.

Cuba, sumida en problemas económicos, se vería ayudada por la elección del antiimperialista Hugo Chávez a la presidencia de Venezuela en 1999. En 2000, Castro y Chávez firmaron un acuerdo mediante el cual Cuba enviaría 20.000 médicos a Venezuela, recibiendo a cambio 53.000 barriles de petróleo por día a precios preferenciales; en 2004, este comercio se intensificó: Cuba envió 40.000 médicos y Venezuela proporcionó 90.000 barriles por día. Ese mismo año, Castro inició Misión Milagro, un proyecto médico conjunto que tenía como objetivo proporcionar operaciones oculares gratuitas a 300.000 personas de cada nación. La alianza impulsó la economía cubana y en mayo de 2005 Castro duplicó el salario mínimo a 1,6 millones de trabajadores, aumentó las pensiones y entregó nuevos electrodomésticos de cocina a los residentes más pobres de Cuba. Algunos problemas económicos persistieron; en 2004, Castro cerró 118 fábricas, incluidas plantas siderúrgicas, ingenios azucareros y procesadoras de papel para compensar la crisis de escasez de combustible.
Evo Morales de Bolivia lo describió como «el abuelo de todos los revolucionarios latinoamericanos». En contraste con las mejores relaciones entre Cuba y varios estados latinoamericanos de izquierda, en 2004 rompió relaciones diplomáticas con Panamá después de que la presidenta centrista Mireya Moscoso perdonara a cuatro exiliados cubanos acusados de intentar asesinar a Castro en el año 2000. Los lazos diplomáticos se restablecieron en 2005 tras la elección del presidente izquierdista Martín Torrijos.
La mejora de relaciones de Castro en América Latina estuvieron acompañadas de una continua animosidad hacia Estados Unidos. Sin embargo, después de los daños masivos causados por el huracán Michelle en 2001, Castro propuso con éxito una compra única en efectivo de alimentos a Estados Unidos, al tiempo que rechazó la oferta de ayuda humanitaria de su gobierno.  Castro expresó su solidaridad con Estados Unidos tras los ataques del 11 de septiembre de 2001, condenando a Al Qaeda y ofreciendo aeropuertos cubanos para el desvío de emergencia de cualquier avión estadounidense. Reconoció que los ataques harían que la política exterior estadounidense fuera más agresiva, lo que en su opinión era contraproducente.

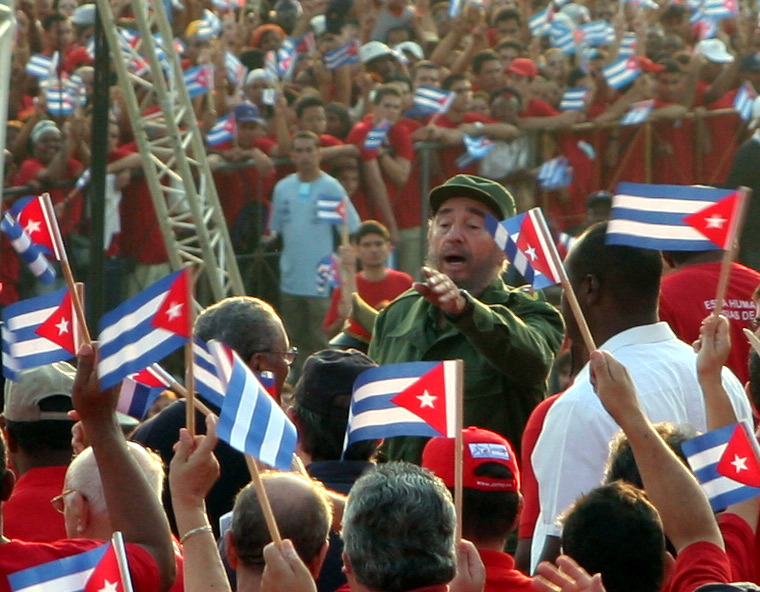
Castro con sus simpatizantes en 2005.

En una cumbre de dieciséis países caribeños en 1998, Castro llamó a la unidad regional, diciendo que sólo una cooperación fortalecida entre los países caribeños evitaría su dominio por parte de las naciones ricas en una economía global. Los gobiernos de las naciones caribeñas respaldaron a Cuba mientras acusaron a Estados Unidos de romper promesas comerciales. Castro, un paria regional hasta hacía no tanto, fue aumentando las subvenciones y becas a los países del Caribe, mientras que la ayuda estadounidense a esos países cayó un 25% en entre 1993 y 1998. Cuba ha abierto cuatro embajadas adicionales en la Comunidad del Caribe, entre ellas: Antigua y Barbuda, Dominica, Surinam y San Vicente y las Granadinas. Este hecho convierte a Cuba en el único país que tiene embajadas en todos los países independientes de la Comunidad del Caribe.

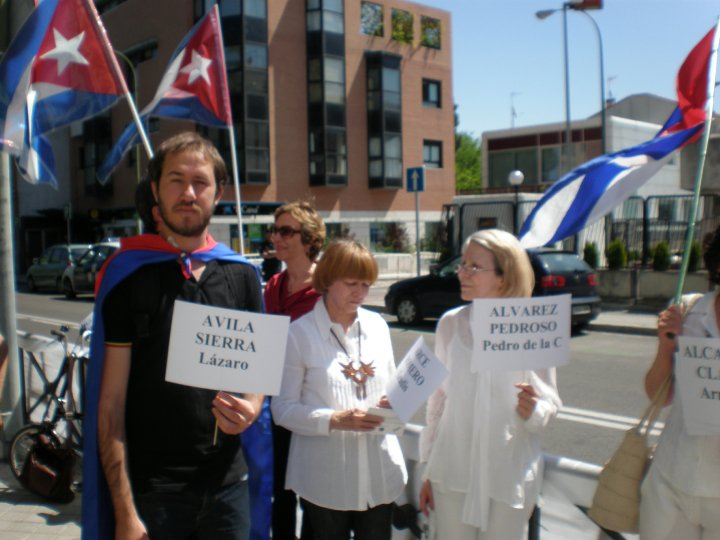
Manifestantes con carteles de personas encarceladas durante la Primavera Negra.

Se sabía que Castro era amigo del ex primer ministro canadiense Pierre Trudeau y fue portador honorario del féretro en el funeral de Trudeau en octubre de 2000. Habían continuado su amistad después de que Trudeau dejara el cargo hasta su muerte. Canadá se convirtió en uno de los primeros aliados de Estados Unidos en comerciar abiertamente con Cuba. Cuba todavía tiene una buena relación con Canadá. El 20 de abril de 1998, el primer ministro canadiense Jean Chrétien llegó a Cuba para reunirse con el presidente Castro y resaltar sus estrechos vínculos. Era el primer líder del gobierno canadiense que visitaba la isla desde que Pierre Trudeau estuvo en La Habana el 16 de julio de 1976. En 2003 estalla una ola de arrestos a disidentes conocida como la Primavera Negra de Cuba.

### 2006-2008
El 31 de julio de 2006 Castro delegó todas sus funciones en su hermano Raúl; el traslado fue descrito como una medida temporal mientras Fidel se recupera de una cirugía por una «crisis intestinal aguda con sangrado sostenido».   A finales de febrero de 2007, Fidel llamó al programa de radio de Hugo Chávez, Aló Presidente,  y en abril, Chávez dijo a la prensa que Castro estaba «casi totalmente recuperado». El 21 de abril, Castro se reunió con Wu Guanzheng del Politburó del Partido Comunista Chino, con Chávez en agosto, y Morales en septiembre. Como comentario sobre la recuperación de Castro, el presidente estadounidense George W. Bush dijo: «Un día el buen Dios se llevará a Fidel Castro». Al enterarse de esto, el ateo Castro respondió irónicamente: «Ahora entiendo por qué sobreviví a los planes de Bush y de otros presidentes que ordenaron mi asesinato: el buen Dios me protegió». Posteriormente, la cita sería recogida por los medios de comunicación de todo el mundo.
En carta fechada el 18 de febrero de 2008, Castro anunció que no aceptaría los cargos de presidente del Consejo de Estado y comandante en jefe en las reuniones de la Asamblea Nacional del 24 de febrero,   afirmando que su salud fue el principal motivo de su decisión, señalando que «traicionaría mi conciencia asumir una responsabilidad que requiere movilidad y dedicación total, y que no estoy en condiciones físicas de ofrecer». El 24 de febrero de 2008, la Asamblea Nacional del Poder Popular votó por unanimidad a Raúl como presidente.  Al calificar a su hermano de «insustituible», Raúl propuso que Fidel siguiera siendo consultado sobre asuntos de gran importancia, moción aprobada por unanimidad por los 597 asambleístas nacionales.